# Kolozsvár
Kolozsvár (románul 1974-ig Cluj, ma Cluj-Napoca, németül: Klausenburg, néha Clausenburg, latinul: Claudiopolis, szászul Kleusenburch, jiddisül: קלויזנבורג, Klojznburg) Románia második legnépesebb városa, így Erdély legnépesebb városa, illetve Kolozs megye székhelye. Az ország északnyugati részén helyezkedik el,  a Kis-Szamos völgyében, nagyjából azonos távolságra Bukaresttől (445 km), Budapesttől (461 km) és Belgrádtól (483 km).  A várost Erdély nem hivatalos fővárosának tekintik. 1790–1848 és 1861–1867 között az Erdélyi Fejedelemség hivatalos fővárosa volt. Egyike volt annak a hét erődített városnak, amelyekről Erdély német nevét (Siebenbürgen) kapta. Híres ezen kívül Mátyás király és Bocskai István fejedelem szülővárosaként, illetve az unitarianizmus bölcsőjeként.
2011-ben 324 576 lakos élt a város határain belül (ezzel Románia második legnépesebb városa, a nemzeti főváros Bukarest után), ami kismértékű növekedést jelent a 2002-es népszámláláshoz képest. A kolozsvári agglomeráció lakossága meghaladja a 420 000 lakost. Számos műemléke közül a legnevezetesebbek a Szent Mihály-templom ( amelyet a 14. században építettek, és Mihály arkangyalról, Kolozsvár védőszentjéről nevezték el), előtte Fadrusz János Mátyás szobrával, a Farkas utcai református templom, illetve a Bánffy-palota.
Az Európai Unió 96. legnépesebb városa. Két színházával, két operájával, tizenegy felsőfokú oktatási intézményével és számos középiskolájával, ma a város Románia egyik legfontosabb tudományos, kulturális, ipari és üzleti központja. Egyéb intézmények mellett az ország legnagyobb egyetemének, a Babeș-Bolyai Tudományegyetemnek ad otthont. Kolozsvár 2015-ben az Európa Ifjúsági Fővárosa, 2018-ban pedig az Európai Sportváros címet viselte.

## Fekvése
A 179,5 km² területű város Kolozs megye székhelye. Nagyváradtól 152 km-re délkeletre, a történelmi Erdély szívében, az Erdélyi-középhegység és az Erdélyi-medence közötti területen helyezkedik el. A Kis-Szamos és a Nádas-patak völgyében található, de egyes városnegyedei átnyúlnak a szomszédos patakok (Kajántó-patak, Borháncs-patak) völgyébe is. Három oldalról dombok veszik körül, amelyeknek magassága 500 és 825 méter között van. Délkelet irányában a 825 méter magas Feleki-domb északi lejtőjére kapaszkodik, tőle keletre a Szamos-fennsík húzódik. Észak felé a legmagasabb dombok a Lomb-tető (684 méter) és a Csiga-domb (617 m). Nyugat felé a Hója-domb (506 m) és a Gorbó-domb (570 m) helyezkedik el. Egykor a városon kívül volt a Kálvária-domb és a Fellegvár is, de ezek ma már a város belterületének számítanak.

## Éghajlata
A város mérsékelt kontinentális éghajlatát az Erdélyi-középhegység közelsége befolyásolja. Az éves középhőmérséklet 8,2 °C, az éves átlagos csapadékmennyiség 550–600 mm körüli, az éves napsütéses órák száma 2015 körüli.
| Hónap                                    | Jan.  | Feb.  | Már.  | Ápr. | Máj. | Jún. | Júl. | Aug. | Szep. | Okt. | Nov.  | Dec.  | Év    |
| ---------------------------------------- | ----- | ----- | ----- | ---- | ---- | ---- | ---- | ---- | ----- | ---- | ----- | ----- | ----- |
| Rekord max. hőmérséklet (°C)             | 14,0  | 19,3  | 26,6  | 30,2 | 32,5 | 36,0 | 37,0 | 38,0 | 33,7  | 32,6 | 26,0  | 18,7  | 38,0  |
| Átlagos max. hőmérséklet (°C)            | 0,3   | 3,2   | 10,0  | 15,0 | 20,3 | 22,6 | 24,5 | 24,3 | 20,7  | 14,6 | 6,3   | 1,8   | 13,7  |
| Átlagos min. hőmérséklet (°C)            | −6,5  | −4,7  | −0,6  | 4,0  | 8,6  | 11,3 | 12,7 | 12,2 | 8,9   | 3,8  | −0,7  | −4,2  | 3,8   |
| Rekord min. hőmérséklet (°C)             | −34,2 | −32,5 | −22,0 | −8,4 | −3,5 | 0,4  | 5,2  | 3,5  | −3,0  | −8,8 | −22,0 | −28,0 | −34,2 |
| Átl. csapadékmennyiség (mm)              | 24    | 20    | 22    | 48   | 69   | 95   | 81   | 60   | 36    | 31   | 30    | 32    | 548   |
| Havi napsütéses órák száma               | 71    | 99    | 165   | 175  | 231  | 238  | 274  | 262  | 205   | 166  | 75    | 55    | 2016  |
| Forrás: NOAA, Romániai Statisztikai Int. |       |       |       |      |      |      |      |      |       |      |       |       |       |

## Nevének eredete
A név latin melléknévként (Clusiensis) (a. m. körülzárt?) már 1177-ben felbukkant írásos formában. Főnévként az első említése 1213-ból maradt fent: de castro Clus. A magyar Kulusuar első ismert előfordulása 1257-es. A Kolos előtag az eredeti Clus-ból fejlődött ki. Nemcsak Kolozsvár nevében jelenik meg, hanem előfordul Vas és Zala vármegyében is. Egy mára már túlhaladott álláspont szerint a Clus a latin clausa szóból alakult, tehát a város neve „dombokkal körülvett zárt terület” lenne. Ezt a nézetet a hangtani átalakulások szabályszerűségei nem támasztják alá. Másik vélemény szerint a felnémet klus (= hegyszoros, hegyi patak vizét felduzzasztó zsilip, gát) szóból átvett szláv kluzs-ból való, melynek ugyanaz a jelentése. A nyelvészet mai álláspontja szerint a helynév személynévből származik, abban azonban nincs egyetértés, hogy az eredet a német Nikolaus, a szláv Miklus vagy az Árpád-kori magyar Miklus lenne.
A Napoca vitatott feltételezések szerint dák nemzetségnév lehetett. 1974-ben, az egykori Napoca római municípiumi rangra emelésének 1850. évfordulója tiszteletére illesztették nevéhez a Napoca utótagot.

## Története

### Ókor
A város területén a legrégibb leletek a középső paleolitikumból származnak. Az ásatások tanúsága szerint folyamatosan lakott volt a neolitikum, bronzkor, vaskor idején is. Az ókorban a római birodalom része volt a város helyén álló Napoca, melyet Traianus császár alapított, majd 124-ben Hadrianus császár municípium rangra emelte. A 3. században Észak-Dacia székhelyévé vált, Marcus Aureliustól colonia rangot kapott, de 271-ben a rómaiak kiürítették.

### Középkor
Hét és fél évszázaddal később Szent István a kolozsi várispánság székhelyévé tette. Maga a város a 11. század első felében alakult ki. Vára a mai belváros északnyugati részén volt, egyik tornya máig megmaradt. Ez idő tájt alapította Szent László király a kolozsmonostori apátságot is.

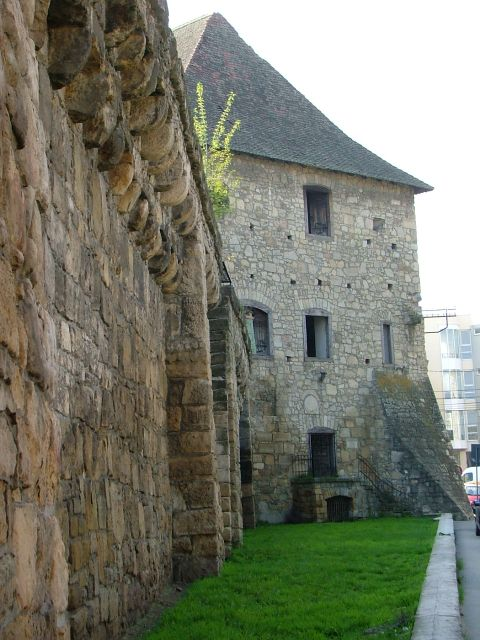
A Szabók bástyája a megmaradt várfallal

1241-ben a tatárok ezt a várost is feldúlták, így a lakosságot pótolva 1272-ben V. István szászokat telepített ide. Zsigmond király elrendelte a település megerősítését, majd 1405-ben szabad királyi várossá tette. A megerősítések ellenére 1437-ben Budai Nagy Antal parasztserege elfoglalta Kolozsvárt, de december 10–14-én a szintén itt zajlott döntő ütközetben leverték a felkelést, s visszafoglalták a várost.
A 15. században a város lakossága felerészben magyar, felerészben szász volt. Ezt tanúsítja Szilágyi Mihály 1458-ból fennmaradt rendelete, amely szerint a város vezetőségét, a százférfiak tanácsát (centumvirátus) ötven magyar és ötven szász alkotta, a bírót pedig a két nemzet évenként felváltva adta. Ebben az időben a városlakók nagy része kézműves volt, akik céhekbe szerveződtek. Kialakult egy számban nem nagy, de erős kereskedőréteg is, amely különböző kiváltságokat harcolt ki magának.

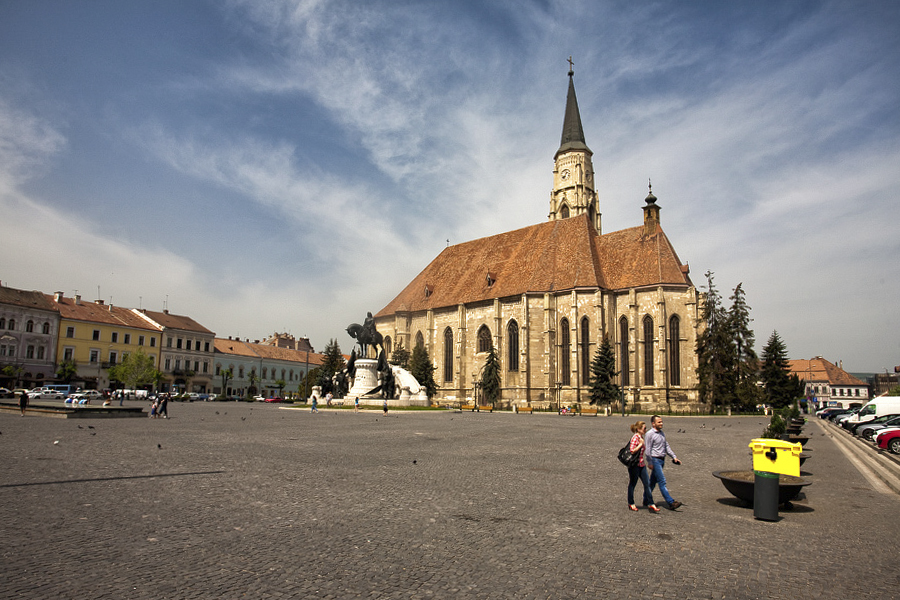
Szent Mihály-templom

Az 1468-ban a Hunyadi Mátyás elleni felkelés vezetőit a főtéren végezték ki, január 19-én. Városfala 1470-ben készült el. 1514-ben a Lőrinc pap vezette parasztsereg itt szenvedett vereséget a nemesi hadaktól, Lőrinc papot pedig a főtéren égették meg.

### Török kor
Az önálló Erdélyi Fejedelemség kora egyben Kolozsvár fellendülését is jelentette – ebből az időszakból származik a Kincses Kolozsvár megnevezés. Noha a székváros Gyulafehérvár volt, Kolozsvár több országos jelentőségű esemény színhelye lett: 1551-ben itt adta át a koronát Izabella királyné – legalábbis Bethlen Farkas későbbi regényes leírása szerint – Castaldo tábornoknak (Castaldo egykorú jelentése szerint az eseményre Tordán került sor.) Itt született 1557-ben Bocskai István, aki később Erdély és Magyarország fejedelme lett. Bocskai szülőháza csak néhány lépésre található Hunyadi Mátyás szülőházától. 1575-ben a főtéren végeztette ki Báthory István az elfogott trónkövetelőket. Itt választották fejedelemmé Bethlen Gábort és I. Rákóczi Györgyöt. 1585-ben itt alapította Báthori István Erdély első egyetemét, amelyet a jezsuiták vezettek. Itt fejeztette le Báthory Zsigmond fejedelem 1594. augusztus 31-én a lázadó nemeseket. A fejedelemség fennállása alatt összesen 37 országgyűlést tartottak Kolozsvárott.

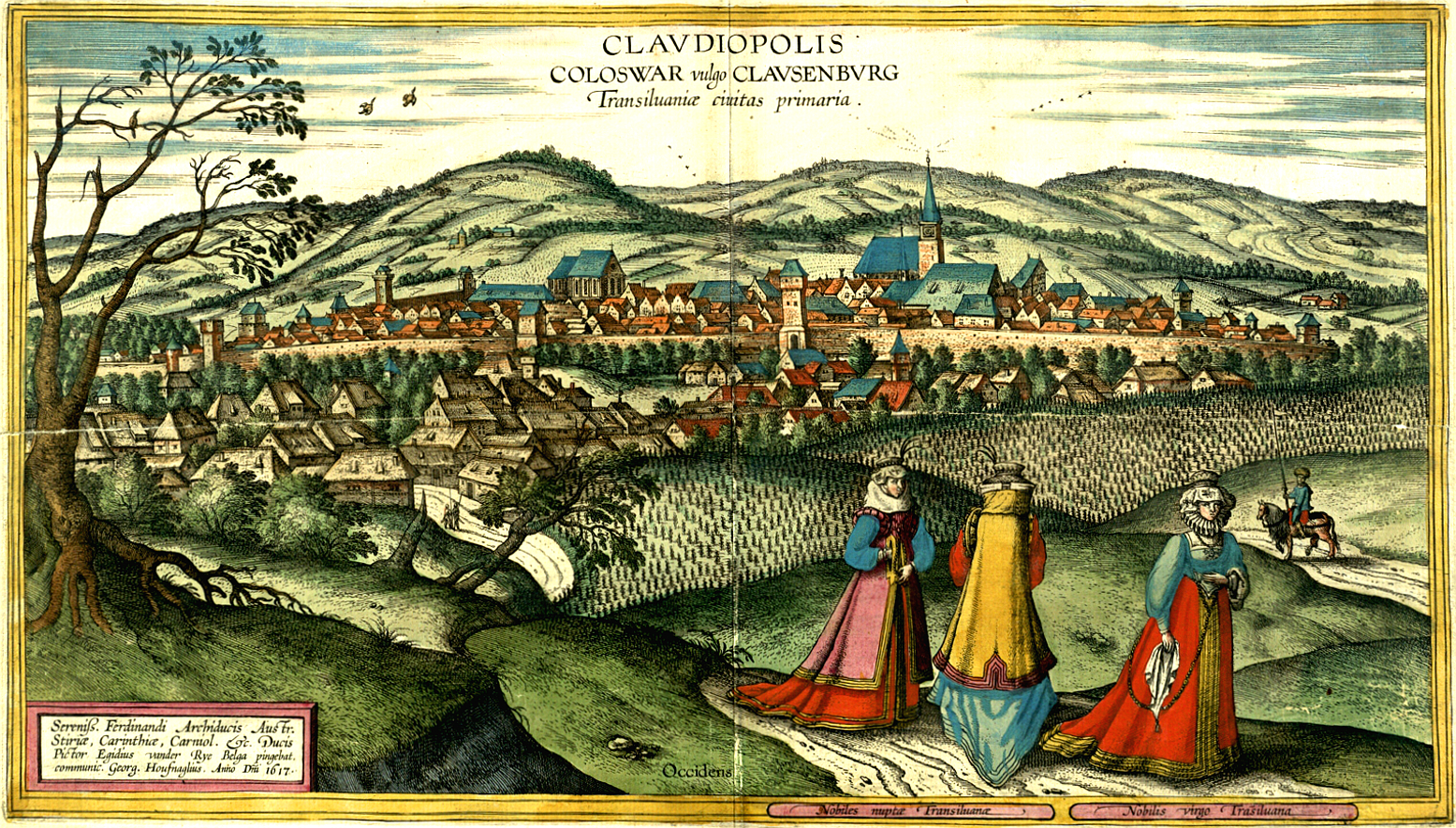
Kolozsvár 1617-ben

Székely Mózes fejedelem csapatai élén 1603. június 9-én vonult be Kolozsvárra, amint a Hans Zeidenstorffer és Adam Volner vezette német zsoldosok elhagyták a várost. A kolozsvári magyarok nagy üdvrivalgással köszöntötték a fejedelmet és a függetlenségpárti magyarok seregeit, de örömükben elkergették a jezsuitákat, és ezzel megszűnt a Báthory István által alapított első magyar egyetem. Székely Mózes fejedelem a kolozsvári és a szamosfalvi táborban tartózkodva igyekezett az Erdélyi Fejedelemség katasztrofális pénzügyi helyzetén segíteni. Ebben az időben, valamikor 1603. június közepe táján erős pénzt veretett a kolozsvári pénzverdében, amit Erdély legszebb pénzei között tartanak számon.

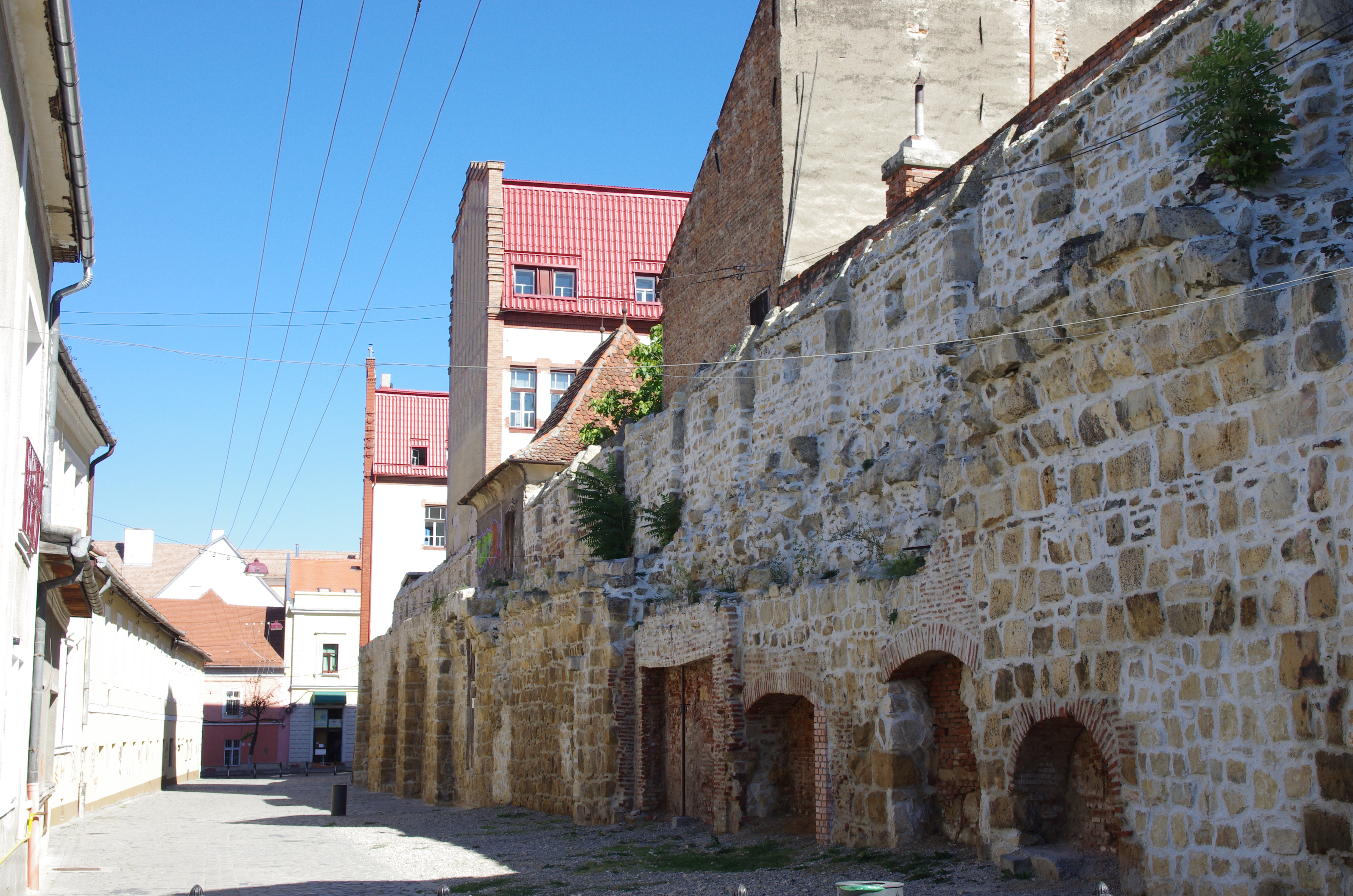
A várfal maradványa

Az 1623. június 18-án Kolozsvárott kelt oklevelével Bethlen Gábor engedélyezte a zsidók letelepedését, szabad kereskedését és vallásgyakorlását Erdélyben, és a szokásos zsidójel viselésétől is mentesítette őket.
Bethlen Gábor építtette újjá a nevét viselő délkeleti sarokbástyát és a Szent Mihály-templomot. I. Rákóczi György javíttatta ki a várfalakat és a bástyákat. 1661. szeptember 15. és 17. között Kemény János, 1662-ben I. Apafi Mihály ostromolta. 1687. október 18-án ellenállás nélkül adta meg magát a császáriaknak. Csak 1790-ben lett ismét Erdély fővárosa.

### Újkor
1792 decemberében a Belső Szén (Jókai, ma Napoca) utcai Rhédey-palota tánctermében tartotta első előadását az Erdélyi Magyar Nemes Színjátszó Társaság. 1803. július 13-án öt főúr a Farkas utcában kettős telket vásárolt a Református Kollégiumtól állandó színház építésére, a telket átadták a „theatralis comissió”-nak. 1821. március 12-én nyitották meg a gyűjtésből épülő Farkas (ma Kogălniceanu) utcai kőszínházat, a legelső magyar színházépületet.1822. december 26-án itt mutatták be az első fennmaradt zenéjű és szövegű magyar operát, Ruzitska József művét, a Béla futását.

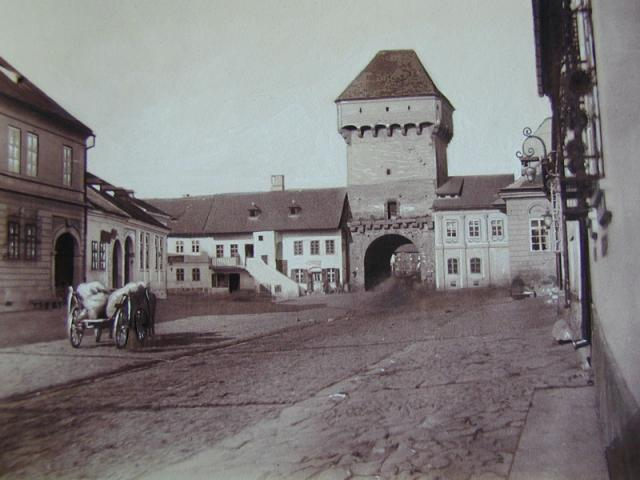
A Híd kapu 1860-ban

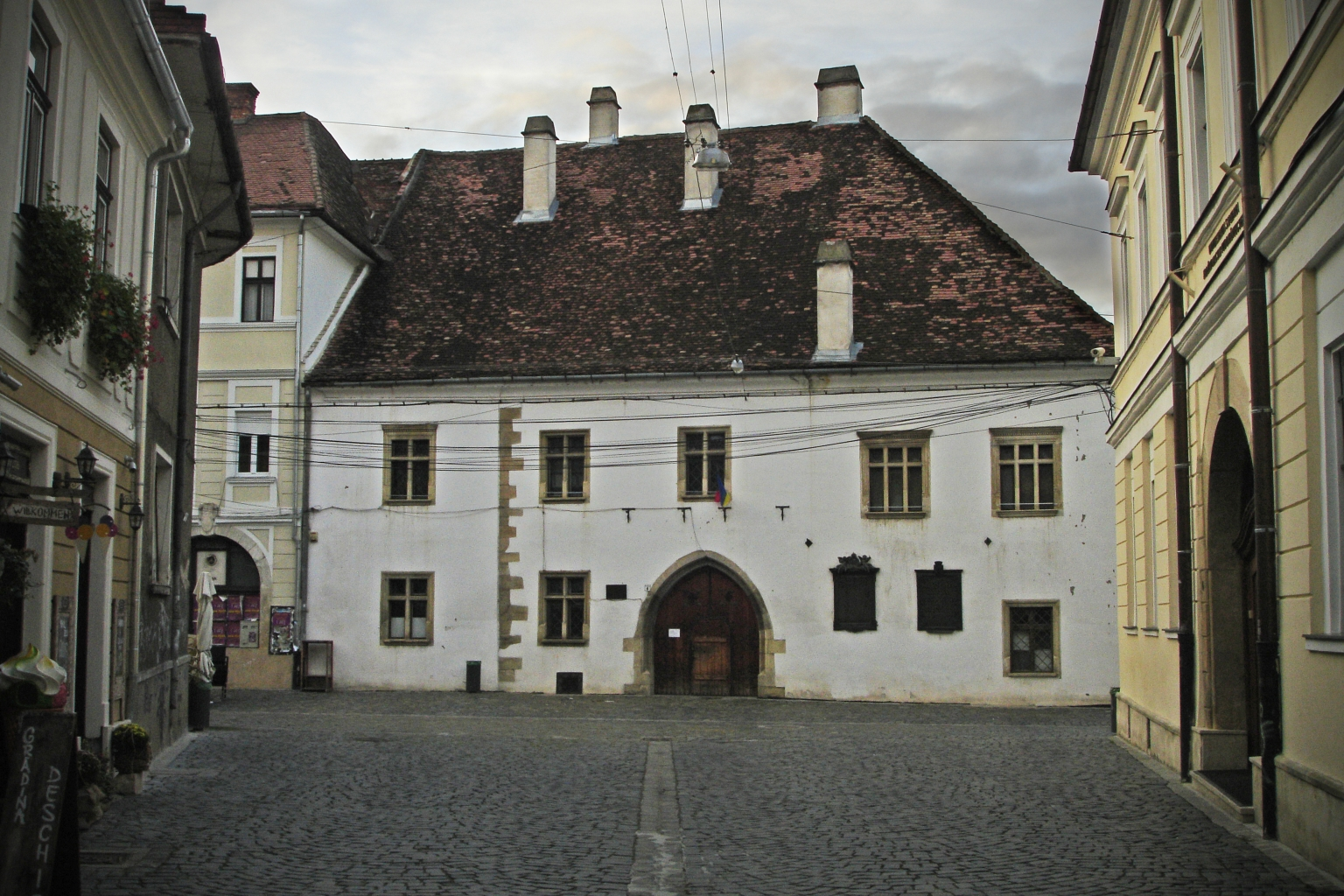
Mátyás király szülőháza

1827. december 31-én este a város piacterén és főbb utcáin 247 lámpással elkezdődött a közvilágítás. 1869-től a petróleumlámpákat gázvilágítás váltotta fel. Miután 1906-ban egy belga cég erőművet épített a Hideg-Szamoson, 1907-ben már 218 utcában 1416 villanyégő volt. 1893-ban modern telefonhálózat létesült. 1879 és 1908 között a város kétmillió koronát fordított infrastrukturális beruházásokra. 1900-ban Kolozsvár 12 900 lakására 589 fürdőszoba jutott, ezzel országosan a második helyen állt Budapest mögött.
A reformkori Kolozsvár iparát elsősorban a céhes kisipar dominálta, mely ekkortájt szoros kapcsolatban állt a mezőgazdasági tevékenységekkel. A város gazdasági szerepkörét némileg növelték az ekkor alakult intézmények, például az Erdélyi Gazdasági Egylet vagy a Jégkármentesítő és a Tűzkármentesítő Társulat. Az első jelentősebb gyárat (cukorgyár) az 1840-es években alapították, ám vállalat hamar csődbe került, és épületeit javítóintézetté alakították át. A neoabszolutizmus idején a városi gyáripar területén kisebb fejlemények konstatálhatók: 1851-ben szeszgyárat alapítottak, majd 1853-ban megalakult Kolozsvár és egyben Erdély első gőzmalma. A kiegyezés idején három lényegesebb gyár működött Kolozsváron: a dohánygyár, a Sigmond-féle szeszgyár, valamint egy gépgyár. Mindazonáltal a kolozsvári gyárak fejlődését nehezítette az 1870-es években jelentkező gazdasági válság és az ezt követő természeti katasztrófák sorozata. Simon Elek polgármester a kiegyezés utáni éveket sovány esztendőknek nevezte, ezzel utalva a város sanyarú helyzetére.  A hőn áhított vasút megérkezése sem lendített sokat a gyáripar helyzetén, ugyanakkor két új gyár megalakulását vonta maga után. Az egyik a gázgyár, a másik pedig az állami fenntartású MÁV javítóműhelye volt. Ez utóbbi Kolozsvár egyik legjelentősebb üzemévé tornázta fel magát. 1880-ban több mint kétszáz dolgozója volt, az 1890-es évek derekára már megközelítette az ötszázat. Kolozsváron más gépgyárak is alakultak (Senn, Simonffy, Solymossy és Junász), ám ezek közül egy sem tudott hosszútávon nagyobb sikereket elérni. Fejlődésük nagyban függött az aktuális mezőgazdasági idénytől. A városi szeszipar sem tudott komolyabb fejlődést mutatni. Míg az 1860-as évek tájékán ez egy többnyire stabil iparágnak tűnt, a későbbi évtizedek során jelentősége nagymértékben visszaesett. Kolozsváron az 1890-es évek körül hét szeszipari vállalat működött, ám a századfordulóra négy csődbe ment (köztük a Sigmond Testvérek szeszgyára is. Ezt később Czell Frigyes, majd pedig Hirsch Ödön vásárolta meg), kettő pedig mezőgazdasági szeszgyárrá alakult. A város malomiparának helyzete sem volt kedvezőnek mondható. Erdély éghajlata ugyanis nem tette lehetővé a nagyobb mennyiségű gabona termesztését, másrészt az iparág fejlődését gátolta az élénkülő verseny, a drága szállítási költségek, valamint a régió silány termése. Kolozsváron az állami üzemeltetésű MÁV javítóműhelyén és a szintén állami fenntartású dohánygyár mellett csupán az 1899-ben létrejött Reitter gyufagyár, az 1906-ban részvénytársasággá alakult Heinrich-féle ásványszappangyár, valamint az 1911-ben alapított Renner bőrgyár tudott jelentősebb nagyipari vállalattá alakulni. Mindent egybevetve ha csak Erdélyt nézzük, akkor a kolozsvári gyáripar, összes problémája ellenére, a régió élmezőnyébe tartozott, országos viszonylatban azonban messze elmaradt a jelentősebb gyáripari központoktól.
1848. május 30-án itt mondták ki az uniót Magyarország és Erdély között. A kiegyezést követően Kolozsvár elvesztette fővárosi szerepét, ipara elmaradt Temesvár, Nagyvárad és Arad mögött, de továbbra is a tudományos és kulturális központja volt. 1894. május 17. és 25. között itt folyt a memorandum-per a Román Nemzeti Párt vezetői ellen, akiket több évi börtönnel sújtottak, pártjukat pedig június 18-án betiltották.

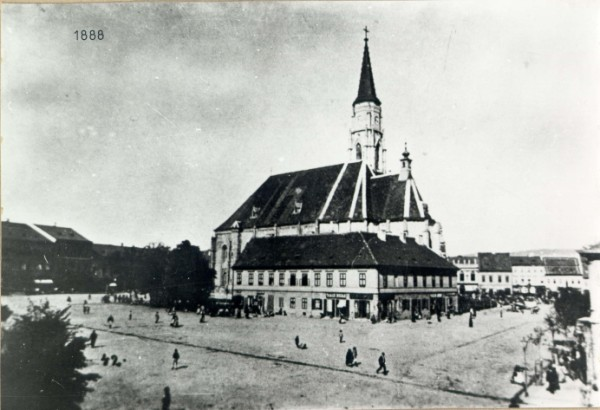
A főtér 1888-ban

A kiegyezést követően a város ismét a gazdasági fellendülés korszakát élte. Sorra alakultak az ipari cégek, így többek között a papírgyár, a téglagyár, a vasgyár, a villamosművek, a szeszgyár, a bőrgyár és a gyufagyár. A 20. század elején már 17 hitelintézet állt a vállalkozók rendelkezésére.

### 20. század
1910-ben 60 808 lakosából 50 704 magyar, 7562 román, 1676 német, 371 cigány és 107 szlovák volt. 1918-ban elfoglalták a románok, 1940. augusztus 30-ától kezdve viszont a második bécsi döntés értelmében Észak-Erdély részeként ismét Magyarországhoz került és szeptember 11-én a magyar csapatok bevonultak Kolozsvárra.

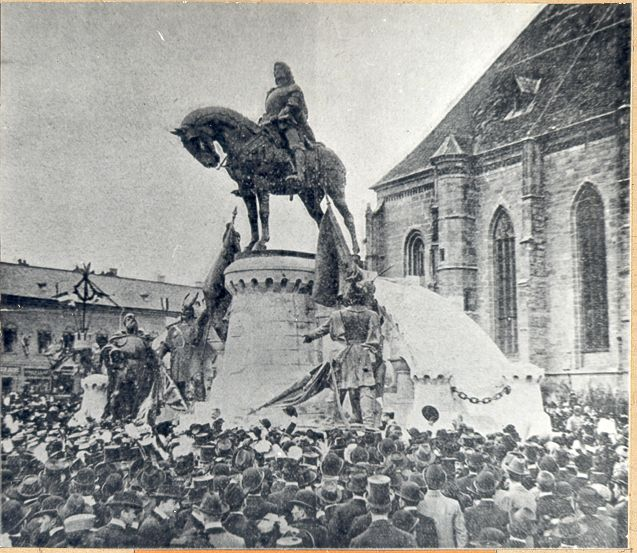
A Mátyás-szobor avatása 1902-ben

1944. március 27-én a német csapatok bevonultak Kolozsvárra. 1944. május 3-án elkezdődött a városban a zsidók (több mint 16 000 személy) gettóba gyűjtése. 18-án Márton Áron római katolikus püspök a főtéri templomban mondott szentbeszédében megdöbbenését fejezte ki a zsidóellenes intézkedések miatt, 22-én pedig levélben szólította fel a miniszterelnököt, a belügyminisztert, a főispáni hivatalt és a rendőrkapitányságot, hogy akadályozzák meg a zsidók elhurcolását. 1944. május 25-étől kezdve mégis hat vonatszerelvénnyel szállították német haláltáborba a kolozsvári gettóba gyűjtött zsidókat.
1944. június 2-án a vasútállomást és környékét bombatámadás érte. Az esemény következtében több százan haltak meg, többek között egy vöröskeresztes jelzésű sebesültszállító vonat is telitalálatot kapott. Október 10-én a magyar csapatok feladták Kolozsvárt, s másnap a Malinovszkij marsall vezette szovjet-ukrán csapatok bevonultak oda. 1944. október 12-étől 1945. március 13-áig Kolozsvár – Észak-Erdéllyel együtt – szovjet fennhatóság alatt autonóm helyzetbe került, a román közigazgatás március közepén vette át. A második világháború utáni kommunista rendszer várospolitikáját az erőteljes iparosítás jellemezte. Ebben az időszakban létesült a Carbochim köszörűkőgyár, a Tehnofrig hűtőgépgyár, illetve a Nehézgépgyár. Ezzel párhuzamosan, a bővülő lakosság számára új lakótelepek épültek a város peremén: Monostor, Donát, Györgyfalvi, Mărăști, Hajnal. Mivel a második világháború után is egy rövid ideig a lakosság legnagyobb részét magyarok tették ki, rengeteg román családot telepítettek be Kolozsvárra, legtöbbet Moldva területéről, de más vidékekről is (így például az Erdélyi-érchegységből), így teljesen megváltoztatva a város nemzetiségi arculatát.

## Címere

Kolozsvár korábbi címere, amit 1377-ben hagyott jóvá Nagy Lajos király

Kolozsvár címere középkori eredetű, mintájául a város pecsétje szolgált. Az első fennmaradt dokumentum, amelyben szerepelt, a szűcsök céhének 1369-es oklevele volt. Használata az évszázadok során állandósult, még a két világháború között is ezt használták. 1948-ban Romániában általános jelleggel betiltották a megyék és a városok címerének használatát, de az 1968-as közigazgatási átalakítást követően ismét bevezették a címereket; az ekkor tervezett „szocialista” címeren szintén megjelent a háromtornyos, városfalas-kapus motívum. 1999-től kezdve a város akkori polgármestere, Gheorghe Funar egy teljesen új címert kezdett használni, amelyet utódja, Emil Boc is megtartott, a szakértők és a lakosság véleménye ellenére is. 2010-ben aláírásgyűjtés indult a régi címer visszaállítása érdekében.

## Lakosság
A 2002-es népszámlálási adatok szerint Kolozsvár lakossága 317 953 fő volt. Ezzel Románia 3. legnagyobb városa volt, csupán Bukarest (1 926 334 fő), illetve Jászvásár (320 888) előzte meg. A 2011-ben tartott népszámláláskor 309 136 főnyire csökkent lakosságával is az ország második legnépesebb városává lépett elő.
Marosvásárhely után Kolozsvárott él a legnagyobb létszámú magyar közösség Romániában: 60 287 fő (2002-ben, ami 19%-os, 14 000 fős csökkenést jelent 1992-hez képest). Ez a 60 000-es közösség képezi a város 18,96%-át.
2011-ben már csak 49 425 magyar anyanyelvűt számláltak össze, ami a lakosság 15,2%-a. A tényhez tartozik viszont, hogy a városban élők 7%-a, 22 884 ember nem nyilatkozott etnikai hovatartozásáról. A magyarok valós aránya 16% körül lehetett e népszámlálás idején.
A lakosság növekedése és ezen belül a magyarok arányának váltakozása:

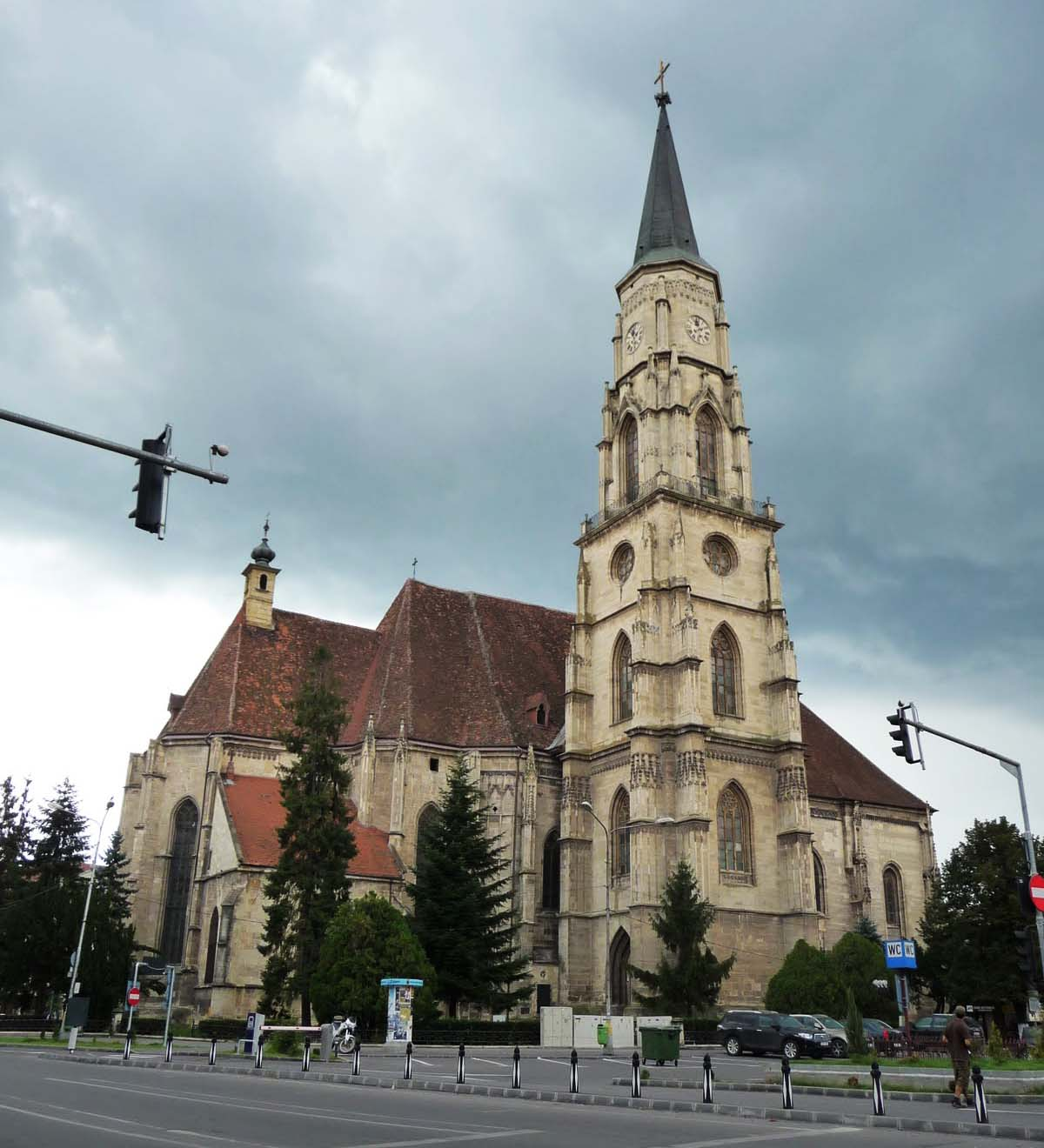
A Szent Mihály-templom tornya

| Év   | Népesség | Román lakosság száma | Magyar lakosság száma és aránya |
| 1850 | 19 612   | 4116                 | 12 317 (63%)                    |
| 1880 | 32 831   | 5618                 | 23 676 (72%)                    |
| 1890 | 37 184   | 5637                 | 29 396 (79%)                    |
| 1910 | 62 733   | 8886                 | 51 192 (82%)                    |
| 1920 | 85 509   | 29 644               | 42 168 (49%)                    |
| 1930 | 103 840  | 34 029               | 48 271 (46%)                    |
| 1941 | 110 956  | 10 029               | 97 698 (88%)                    |
| 1948 | 117 915  | 47 321               | 67 977 (58%)                    |
| 1956 | 154 723  | 74 623               | 77 839 (50%)                    |
| 1966 | 185 663  | 105 185              | 78 520 (42%)                    |
| 1977 | 262 858  | 173 003              | 86 215 (33%)                    |
| 1992 | 328 602  | 248 572              | 74 871 (23%)                    |
| 2002 | 317 593  | 252 433              | 60 987 (19%)                    |
| 2011 | 324 576  | 249 002              | 49 425 (15%)                    |
| 2021 | 286 598  | 204 297              | 33 603 (11,7%)                  |

## Közigazgatás

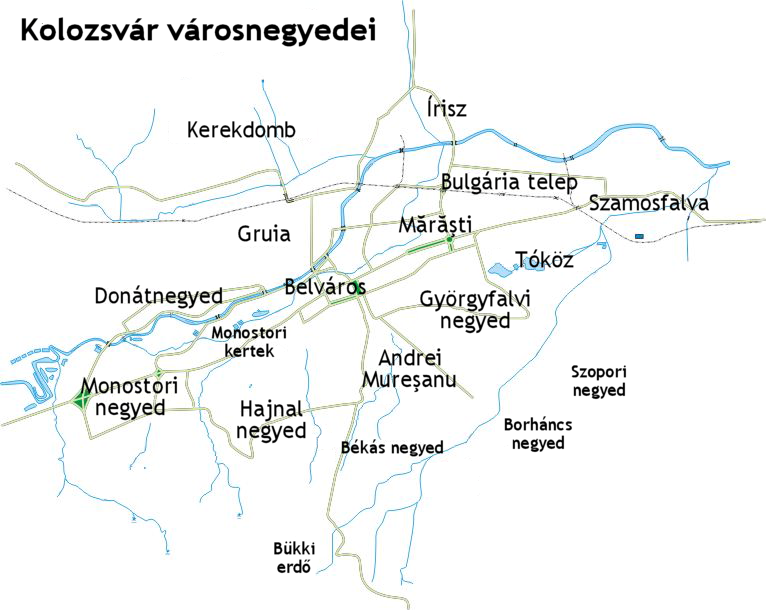
Kolozsvár városnegyedei

A város több városnegyedből áll, a történelem folyamán kerületei is voltak a városnak, ami a magyar közigazgatás örökségének tudható be.

### Városnegyedek

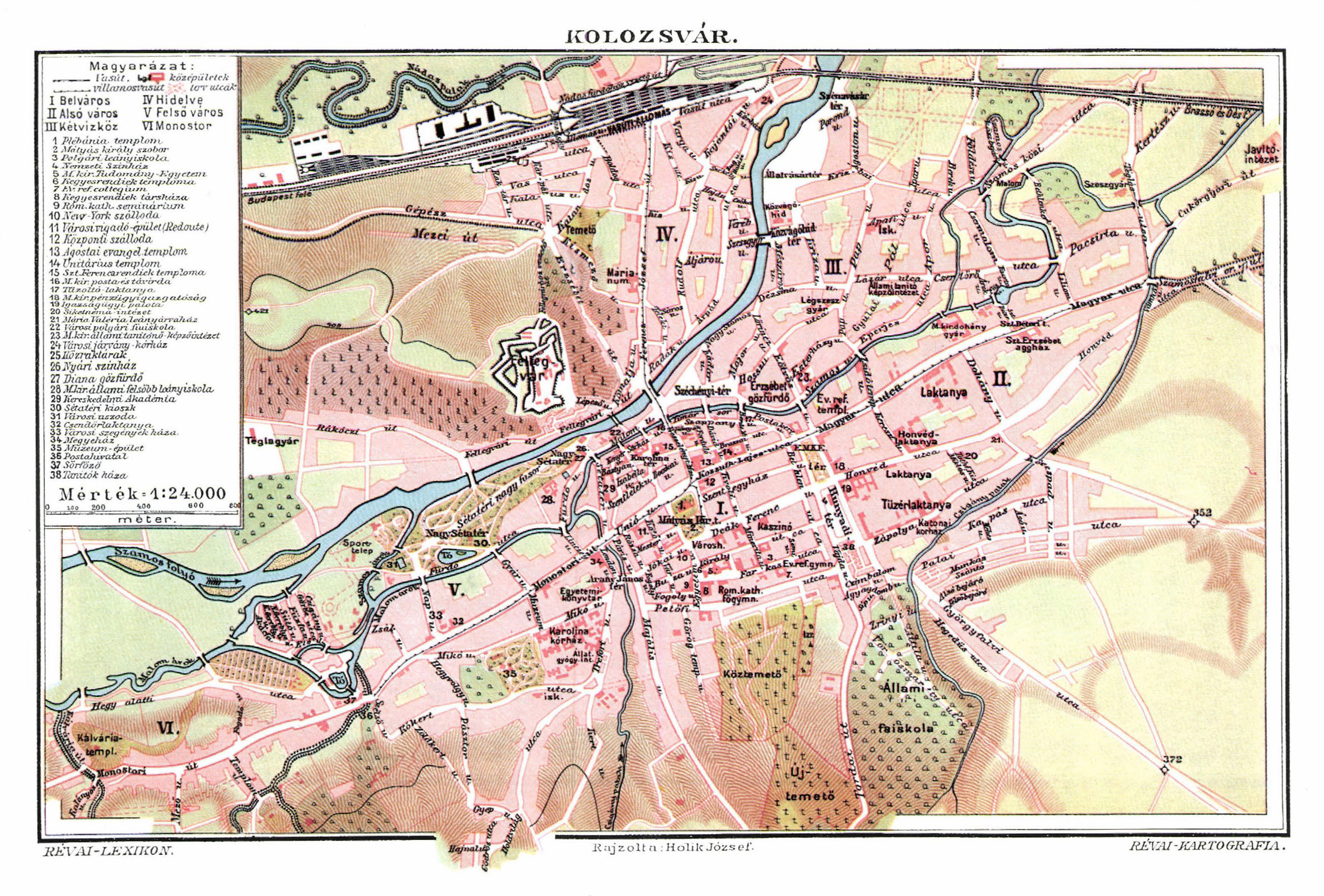
Kolozsvár város térképe, Trianon előtt

A várost alkotó 13 hagyományos és öt frissen alapított negyed az egykori történelmi városrészek összevonásából vagy kiépítése során alakult ki. A mai városközpontot, azaz Belvárost, a történelmi Belváros (a középkori falak közötti városrész, melynek része az Óvár is), illetve a Kis-Szamos és Állomás-tér közötti a Fellegvár tövében fekvő Hídelve alkotják.
A város legnagyobb negyede a Monostori lakótelep, amely az egykori Kolozsmonostor beépítésével és lakosságának felduzzasztásával alakult ki az 1970-es és 1980-as években. A város ellentétes, keleti oldalán alakult ki a város másik nagy tömbháznegyede, a Mărăști-lakótelep a történelmi Hóstát területén. Ettől délre találhatók a Tóköz és Györgyfalvi negyedek, melyek szintén tömbháznegyedek. Nagyrészt tömbházakból áll a Házsongárdi temető felett kiépült Hajnalnegyed, valamint a Hója-erdő aljában levő Donátnegyed is. A város északi oldalán fekvő Kerekdomb és Irisz negyedek valamint a Bulgáriatelep elsősorban ipari jellegű telepek. A város keleti végén található Szamosfalvának még napjainkban is falusias jellege van, hiszen csak az 1970-es években csatolták a városhoz.
A városnak két patinásabb, szinte kizárólag magánházakból álló negyede van: a Fellegvárinegyed (a város központi részén), illetve az Tisztviselőtelep, a Belvárostól délre.
A 2000 utáni gazdasági fellendülést követően a városban robbanásszerűen megnőtt az új lakóházak építése, ami indokolttá tette 5 új negyed elkülönítését. Ebből négy (Szoporinegyed, Borháncs negyed, Jó Napot/Békás negyed, Európanegyed) a város déli részén lévő régi mezőgazdasági jellegű határrészeken alakult ki, míg az ötödik (Bükki-erdő) a Monostori lakóteleptől dél-délnyugatra fekvő Bükki-erdő területén alakult ki, elsősorban a területen épített hétvégi házak számbeli növekedése miatt. A városnegyedeket és városrészeket övező határrészek megnevezéseit napjainkban is használják a város mezőgazdasági területeinek megkülönböztetése céljából.
Hivatalosan nem városnegyed a város keleti felén elterülő Patarét (románul Pata-Rât), ahol a városi szeméttelep található. A Pataréten 2019-ben mintegy kétezer, többségében roma lakos élt.
| Városnegyed       | Román nyelvű megnevezése | Hozzátartozó történelmi városrészek és határrészek                                     | Zöldfelület (2010) m2/fő |
| ----------------- | ------------------------ | -------------------------------------------------------------------------------------- | ------------------------ |
| Békásnegyed       | Becaș                    |                                                                                        | n.a.                     |
| Belváros          | Centru                   | Óvár, Hídelve                                                                          | 26,24                    |
| Borháncsnegyed    | Borhanci                 | Palocsai-kert                                                                          | n.a.                     |
| Bulgáriatelep     | Bulgaria                 | Bulgáriatelep, Kölesföld                                                               | 25,52                    |
| Bunezoá           | Bună Ziua                | Békáson innen                                                                          | n.a.                     |
| Bükki-erdő        | Făget                    | Bükk                                                                                   | n.a.                     |
| Donátnegyed       | Grigorescu               | Donátnegyed, Hajtás-völgy, Hója-erdő, Törökvágás                                       | 3,38                     |
| Európanegyed      | Europa                   | Csorgónál                                                                              | 75,0                     |
| Fellegvárinegyed  | Gruia                    | Fellegvár, Kővári-telep                                                                | 23,99                    |
| Györgyfalvinegyed | Gheorgheni               | Kövespad, Palocsai-kert, Békás Békáson innen                                           | 13,33                    |
| Hajnalnegyed      | Zorilor                  | Hajnalnegyed, Házsongárd, Házsongárd felett, Csorgónál, Király-domb                    | 0,95                     |
| Irisztelep        | Iris                     | Irisztelep, Nádastéri szőlők, Kajántói-völgy, Szentgyörgy-hegy alatt, Szentgyörgy-hegy | 6,73                     |
| Kerekdomb         | Dâmbul Rotund            | Kerekdomb, Kardosfalva, Aszú-patak, Túzokmál, Lomb, Brétfű                             | 3,93                     |
| Mărăști           | Mărăști                  | Kétvízköz                                                                              | 1,62                     |
| Monostor          | Mănăștur                 | Kolozsmonostor, Gálcsere, Kopár-hegy, Kép alatt                                        | 5,31                     |
| Nyárfasor         | Plopilor                 |                                                                                        | 45,72                    |
| Szamosfalva       | Someșeni                 | Szamosfalva, Eperjes tere                                                              | 38,27                    |
| Szoporinegyed     | Sopor                    | Kövespad, Palocsai-kert                                                                | n.a.                     |
| Tisztviselőtelep  | Andrei Mureșanu          | Tisztviselőtelep, Békáson innen                                                        | 7,25                     |
| Tóköz             | Între Lacuri             | Tóköz                                                                                  | 3,14                     |

## Politika

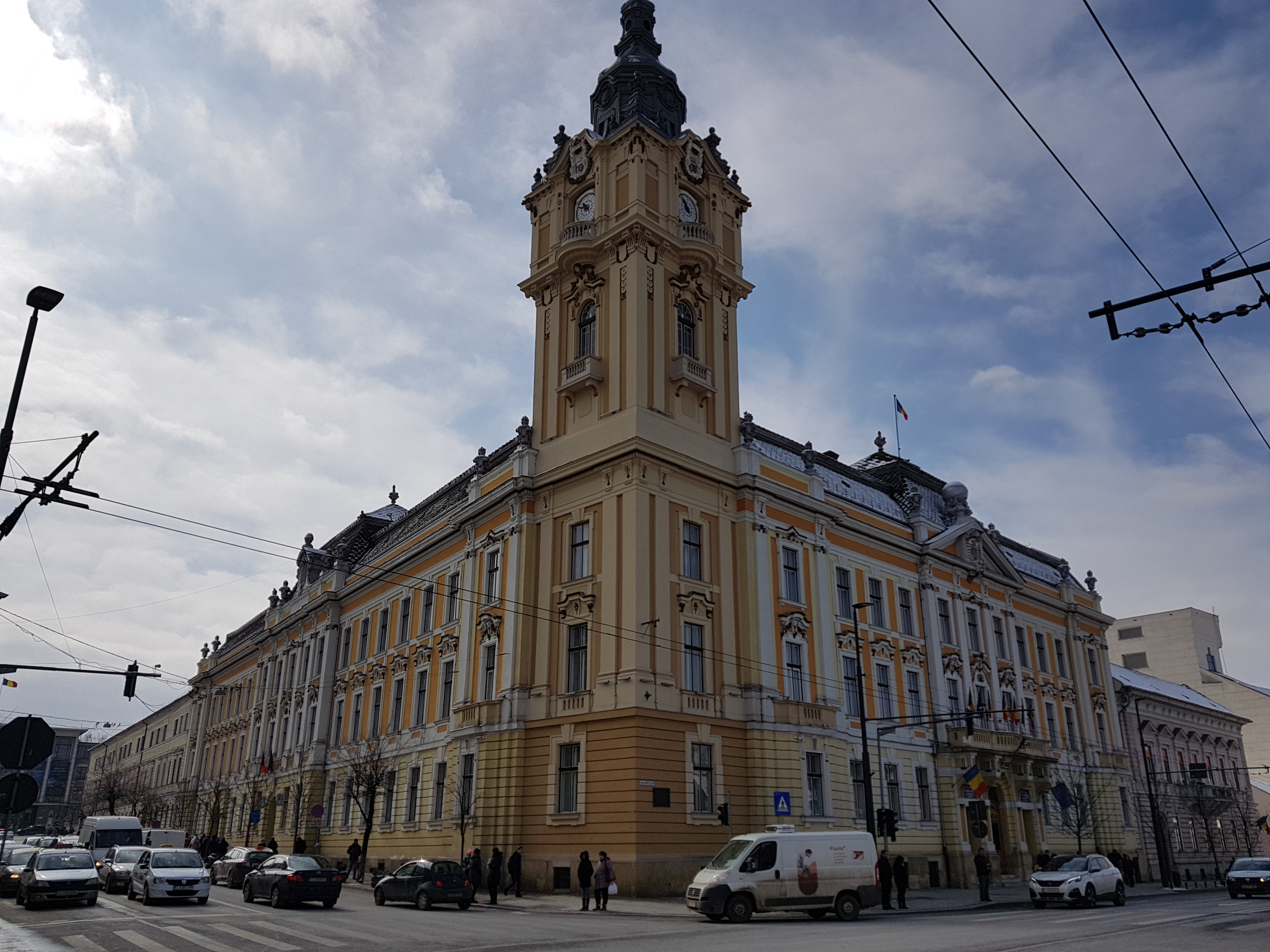
A jelenlegi városháza, előzőleg vármegyeháza, Alpár Ignác tervei alapján épült

A 2012-es önkormányzati választásokon Emil Boc (PD-L) lett a polgármester és a Demokrata Liberális Párt a Romániai Magyar Demokrata Szövetséggel koalícióban vezeti a várost. A képviselő-testület összetétele:
|  | Párt                                        | Tanácsosok száma | Összetétel | Összetétel | Összetétel | Összetétel | Összetétel | Összetétel | Összetétel | Összetétel | Összetétel | Összetétel | Összetétel | Összetétel |
|  | ------------------------------------------- | ---------------- | ---------- | ---------- | ---------- | ---------- | ---------- | ---------- | ---------- | ---------- | ---------- | ---------- | ---------- | ---------- |
|  | Szociálliberális Unió (USL)                 | 12               |            |            |            |            |            |            |            |            |            |            |            |            |
|  | Demokrata Liberális Párt (PD-L)             | 10               |            |            |            |            |            |            |            |            |            |            |            |            |
|  | Romániai Magyar Demokrata Szövetség (RMDSZ) | 4                |            |            |            |            |            |            |            |            |            |            |            |            |
|  | Dan Diaconescu Néppártja (PP-DD)            | 1                |            |            |            |            |            |            |            |            |            |            |            |            |

A két alpolgármester Horváth Anna és Gheorghe Şurubaru.
A 2016-os önkormányzati választásokon Emil Boc újabb négy évre kapott bizalmat a szavazóktól. A második helyen, az eddigi RMDSZ eredményekhez képest kiemelkedő aránnyal, Horváth Anna végzett.
A tanácsosi lista a következő felépítésű a 2016-2020 időszakra:

|  | Párt                                                                      | Tanácsosok száma | Összetétel | Összetétel | Összetétel | Összetétel | Összetétel | Összetétel | Összetétel | Összetétel | Összetétel | Összetétel | Összetétel | Összetétel | Összetétel | Összetétel | Összetétel | Összetétel | Összetétel |
|  | ------------------------------------------------------------------------- | ---------------- | ---------- | ---------- | ---------- | ---------- | ---------- | ---------- | ---------- | ---------- | ---------- | ---------- | ---------- | ---------- | ---------- | ---------- | ---------- | ---------- | ---------- |
|  | Nemzeti Liberális Párt (PNL)                                              | 17               |            |            |            |            |            |            |            |            |            |            |            |            |            |            |            |            |            |
|  | Szociáldemokrata Párt (PSD) + Liberálisok és Demokraták Szövetsége (ALDE) | 5                |            |            |            |            |            |            |            |            |            |            |            |            |            |            |            |            |            |
|  | Romániai Magyar Demokrata Szövetség (RMDSZ)                               | 5                |            |            |            |            |            |            |            |            |            |            |            |            |            |            |            |            |            |

A 2020-as önkormányzati választásokon Emil Boc további négy évre meghosszabbíthatta mandátumát, begyűjtve a szavazatok 74,5%-át. A második helyen Emanuel Ungureanu (USR PLUS) 7,67%-kal, a harmadik helyen pedig Csoma Botond (RMDSZ) 7,22%-kal végzett.
A tanácsosi lista a következő felépítésű a 2020-2024 időszakra:

|  | Párt                                        | Tanácsosok száma | Összetétel | Összetétel | Összetétel | Összetétel | Összetétel | Összetétel | Összetétel | Összetétel | Összetétel | Összetétel | Összetétel | Összetétel | Összetétel | Összetétel | Összetétel | Összetétel | Összetétel |
|  | ------------------------------------------- | ---------------- | ---------- | ---------- | ---------- | ---------- | ---------- | ---------- | ---------- | ---------- | ---------- | ---------- | ---------- | ---------- | ---------- | ---------- | ---------- | ---------- | ---------- |
|  | Nemzeti Liberális Párt (PNL)                | 16               |            |            |            |            |            |            |            |            |            |            |            |            |            |            |            |            |            |
|  | Mentsétek meg Romániát Szövetség (USR-PLUS) | 5                |            |            |            |            |            |            |            |            |            |            |            |            |            |            |            |            |            |
|  | Romániai Magyar Demokrata Szövetség (RMDSZ) | 4                |            |            |            |            |            |            |            |            |            |            |            |            |            |            |            |            |            |
|  | Szociáldemokrata Párt (PSD)                 | 2                |            |            |            |            |            |            |            |            |            |            |            |            |            |            |            |            |            |

A 2024-es önkormányzati választásokat újból Emil Boc nyerte 42,5%-kal, viszont népszerűsége jóval csökkent az előző évekhez képest. A második helyen a függetlenként induló Ioan-Sabin Sărmaș állt 29,42%-kal, míg a harmadik helyen Oláh Emese, az RMDSZ jelöltje, 9,35%-kal.
A tanácsosi lista a következő felépítésű a 2024-2028 időszakra

## Gazdaság

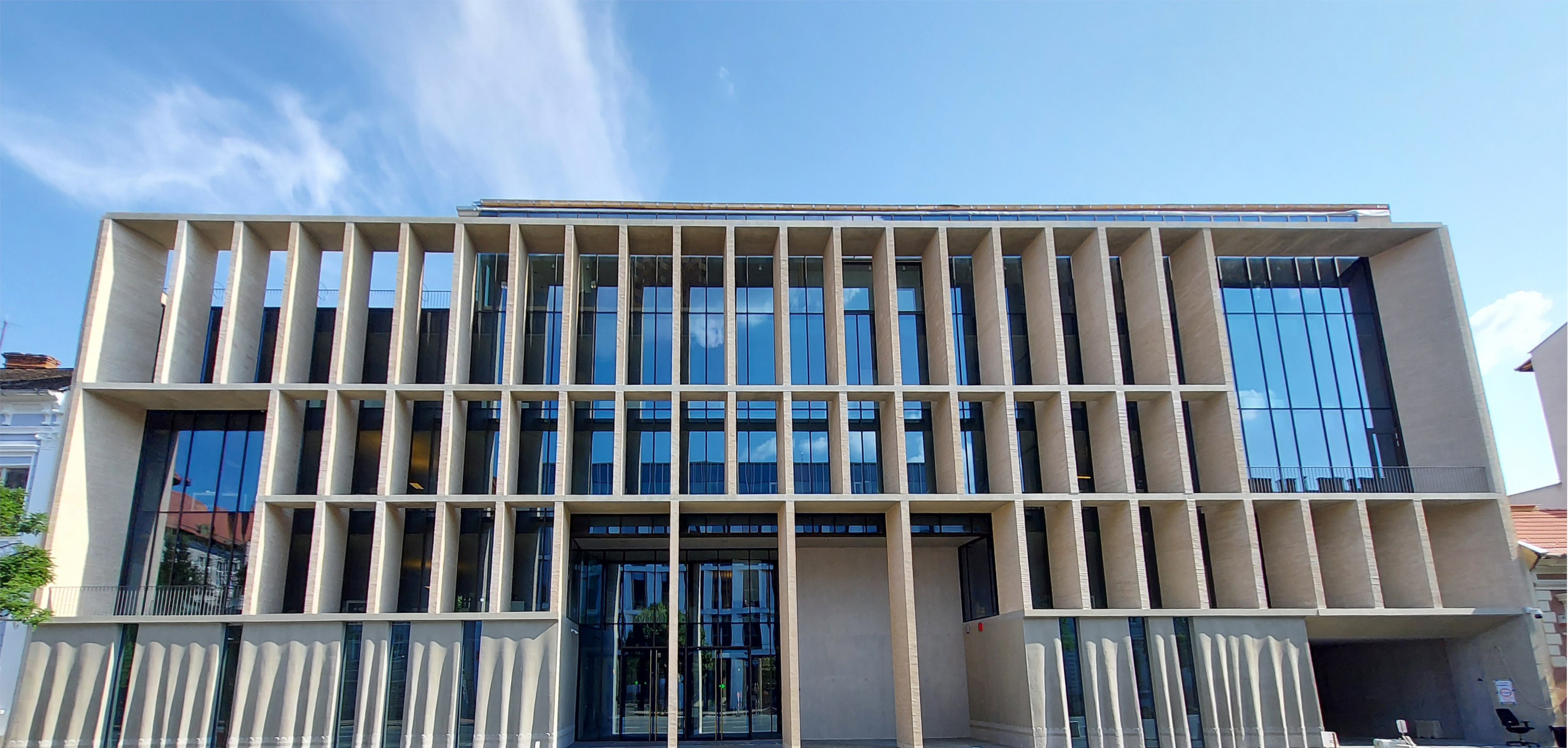
Új bankszékházak a Malom utcában

A város gazdaságában a feldolgozóipar van túlsúlyban. 2000 végén a városban 23 843 magántulajdonban levő, 56 állami tulajdonú és 146 egyéb cég működött. A külföldi befektetések névértéke ugyanebben az időpontban 156 millió USD volt. A legfontosabb külföldi befektetők Magyarországról, Luxemburgból, Olaszországból és az Amerikai Egyesült Államokból jöttek.
A város gazdasági életében szintén jelentős részt képviselnek a pénzügyi és számítástechnikai szolgáltatások. 2005-ben a számítástechnika területén két fontos tranzakció történt: a UPC felvásárolta az Astral céget, illetve az RTC a Sistec céget.
Fontos cégek: Ardaf (biztosítás), Brinel (számítástechnika), Farmec (kozmetikumok), Jolidon (fehérnemű), Napolact (tejipar) és Ursus (sör). "Transilvania Bank" (bank),
A Capital című gazdasági lap 2006 elején végzett felmérése szerint Kolozsvár a legdrágább város Romániában. A felmérésben Bukarest nem volt benne, de a Hotnews.ro internetes portál szerint ugyanazzal a számítási módszerrel a főváros csak a második lenne. A drágasághoz hozzájárul a diákok nagy száma is: Kolozsvárott található az ország legnagyobb egyeteme. A leggazdagabb 300 román listáján 19 kolozsvári üzletember található. Szintén a Capital készítette 2007 őszén azt az összehasonlítást, amelyben Románia 150 000 lakos feletti városait rangsorolták a gazdasági növekedés dinamikája szempontjából a 2006. október – 2007. szeptember időszakban. Figyelembe vették a beruházásokat, a városi költségvetés egy főre vetített összegének alakulását (ez Kolozsvárott 60%-kal nőtt az előző évhez képest), az indított nagyméretű projektek számát. Az összehasonlításban Kolozsvár a második helyen végzett Bukarest mögött.

### Munkanélküliség
Az utóbbi években a kolozsvári hivatalos munkanélküliségi ráta a következőképpen alakult:
| Év          | Munkanélküliek száma | Munkanélküliségi ráta |
| 2004. május | 7141                 | 3,5%                  |
| 2005. május | 3517                 | 1,7%                  |
| 2006. május | 2130                 | 1,0%                  |
| 2007. május | kb. 2000             | 0,8%                  |

2007-ben az új beruházásokhoz (Bechtel, Nokia, Siemens, Emerson, Trelleborg, Carrefour, Auchan) szükséges munkaerő-felvételi kampányok és az erőteljes kivándorlás után a munkanélküliségi ráta 0,2%-re csökkent.
Ugyanakkor a 2008-ban kirobbant gazdasági világválság következtében a munkanélküliség ismét jelentősen megnövekedett. Az országos adatok szerint Romániában 2014. decemberben a munkanélküliség 6,4 százalékos volt.

## Közlekedés

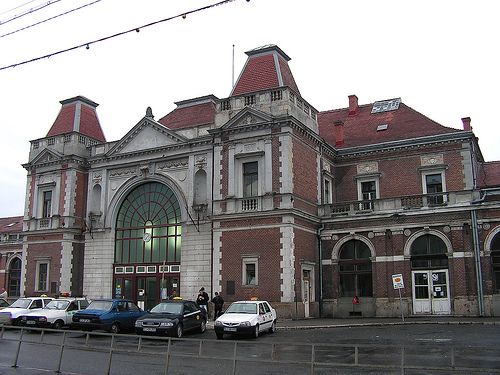
A központi vasúti pályaudvar épülete

Kolozsvárott keresztül halad az E60-as európai út (Bécs–Nagyvárad–Kolozsvár–Bukarest). Ugyanakkor hiányzik az összeköttetés az európai 4-es folyosóval (Arad–Déva–Gyulafehérvár–Segesvár–Brassó–Bukarest–Konstanca), illetve az ország északkeleti részén húzódó európai 9-es folyosóval. Az áthaladó közúti áruforgalom terjedelme és a megfelelő elkerülő körgyűrű hiánya megterhelik a város belső forgalmát és szennyezik a környezetet.
A vasúti közlekedés tekintetében a város közvetlen összeköttetéssel rendelkezik Románia összes nagyobb városával. A Kolozsvár–Budapest útvonalon már négy nemzetközi vonat közlekedik (Corona, Bihar, Hargita és Ady Endre). A központi pályaudvar mellett a városnak még két vasúti pályaudvara is van: a kolozsvári „kis” állomás és a Cluj-Napoca Est-nek vagyis Kelet-Kolozsvárnak nevezett szamosfalvi állomás.
A városnak nemzetközi repülőtere van, amely Kolozsvár keleti felén helyezkedik el, 6 kilométerre a központtól. A repülőtér forgalma évente kb. 800 000 utas, ennek kétharmada nemzetközi járatokon utazik.
A város utcahálózata 662 km hosszú, ebből 443 km van korszerűen felszerelve. A tömegközlekedés 342 kilométernyi útvonalon zajlik, autóbuszok, trolibuszok és villamosok segítségével.
2004-ben megkezdődtek egy új autópálya munkálatai a Bukarest–Brassó–Kolozsvár–Nagyvárad útvonalon. 2005-ben az erdélyi autópálya építését finanszírozási okok miatt felfüggesztették, 2006 áprilisában viszont az építkezés újraindult, miután a román kormány és az amerikai Bechtel cég megállapodásra jutottak. 2010. november 13-án megnyílt a Kolozsvárt elkerülő útszakasz Gyalu és Aranyosgyéres között, ami az Észak-erdélyi autópálya része, ez nagyban hozzájárul a város teherforgalomtól való mentesítéséhez.

## Kultúra és oktatás

### Színházak és operák

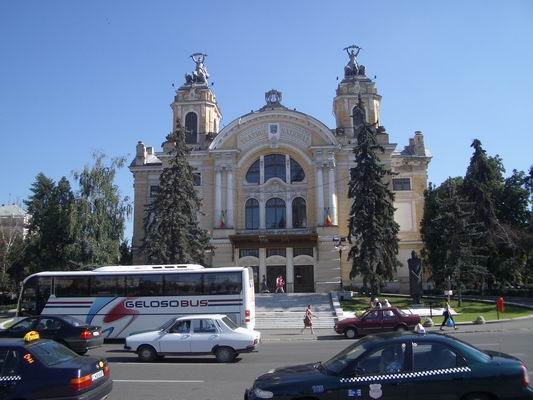
A Román Nemzeti Színház és Román Opera

- Puck Bábszínház
- Állami Magyar Színház
- Állami Magyar Opera
- Lucian Blaga Nemzeti Színház
- Román Opera

### Múzeumok
- Állattani Múzeum
- Emil Isac emlékmúzeum
- Gyógyszerésztörténeti Múzeum (Mauksch–Hintz-ház)
- Néprajzi Múzeum (Redut)
  - Romulus Vuia Etnográfiai Park (szabadtéri falumúzeum a Hója erdőben)
- Szervátiusz Múzeum
- Szépművészeti Múzeum (Bánffy-palota)
- Történelmi és Régészeti Múzeum
- Tűzoltómúzeum

### Egyetemek

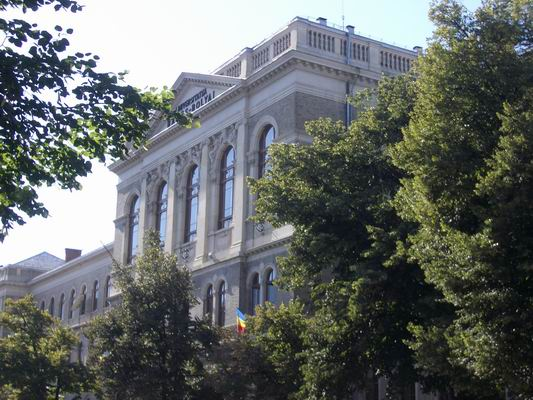
A Babeș-Bolyai Egyetem központi épülete

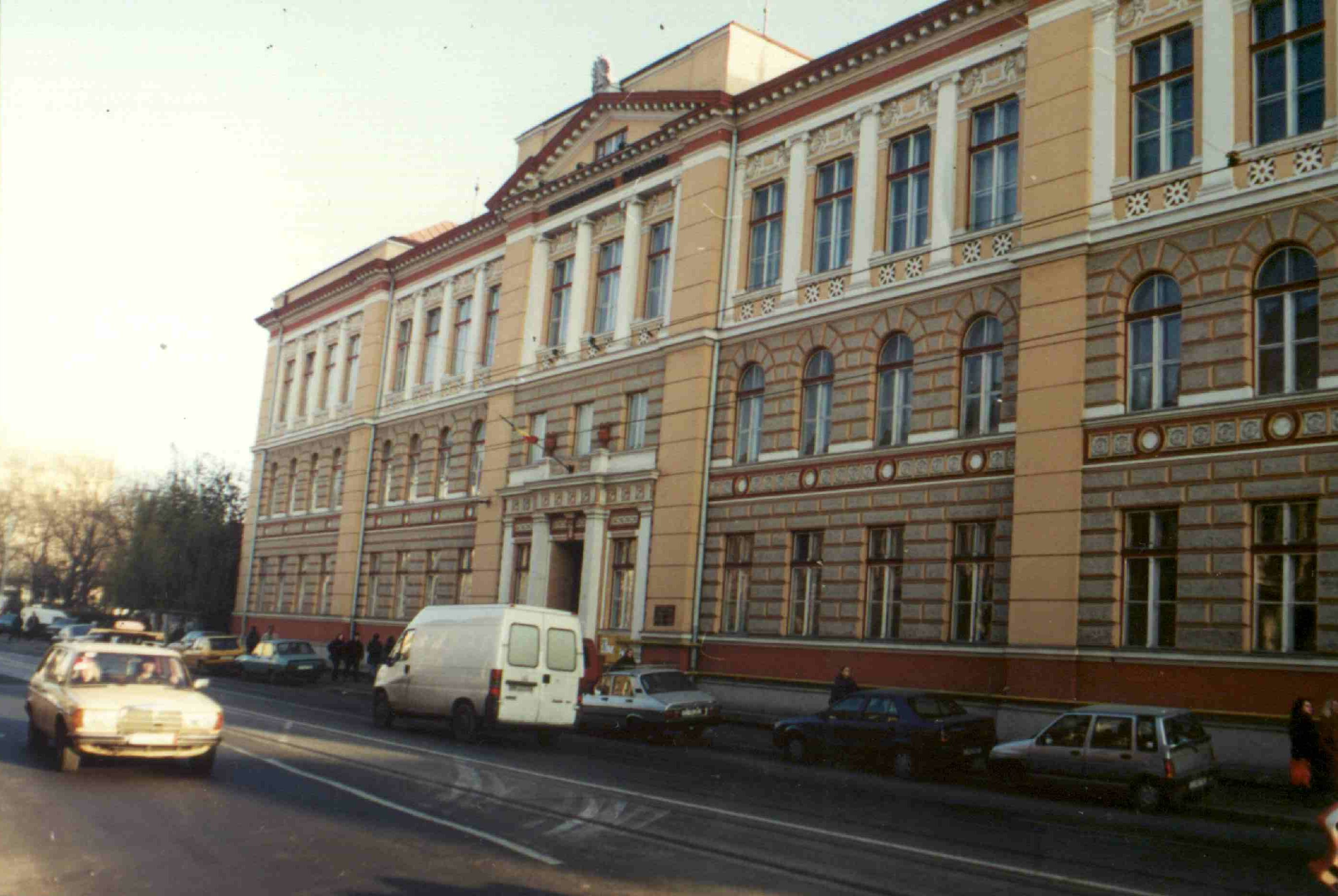
A Műszaki Egyetem Malom utcai épülete

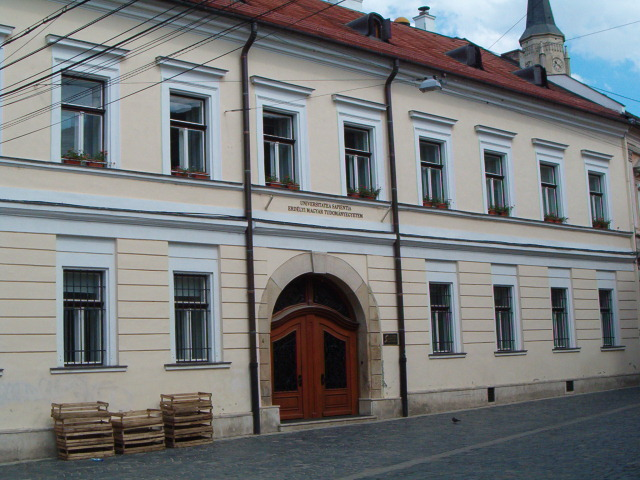
A Sapientia EMTE rektori hivatala (Bocskai-ház)

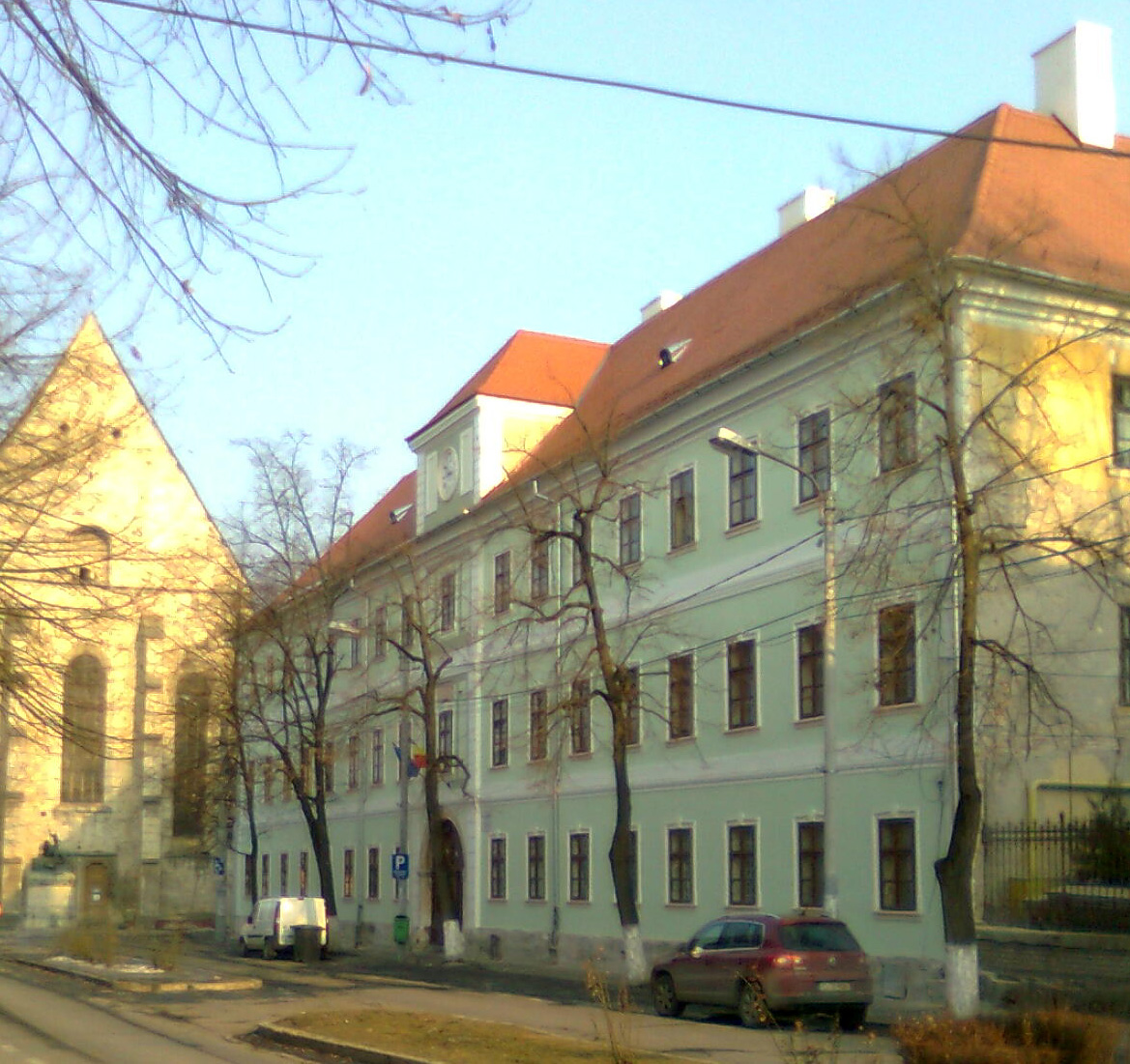
A Református Kollégium épülete (Ókollégium)

Báthory István életművéhez köthető az első erdélyi magyar egyetem alapítása. Báthory már 1579-ben Antonio Possevino atya segítségével kezdi megszervezni a jezsuita rend Erdélybe való telepítését. Báthory István 1581. május 12-én írta alá a Kolozsvári Jezsuita Akadémia alapítólevelét. Az akadémiai szintű kolozsvári egyetem – melyet Báthory-egyetemnek is szoktunk nevezni – létrejöttét tehát 1585-től lehet számítani. A kolozsvári egyetem megnyitását követően még több tudós érkezett Erdélybe Európa minden tájairól, akik 300 forint útiköltséget és további 50 forintot kaptak Báthory István lengyel királytól és erdélyi fejedelemtől. Amikor Székely Mózes fejedelem bevonult Kolozsvárra, a több éves elnyomás, gyilkolás és protestáns felekezetűek rendszeres üldözése miatt a város és környékének többségében unitárius magyarjai 1603. június 9-én felgyújtották az idegen elnyomást jelképező kolozsvári egyetemet és könyvtárat, s a jezsuita atyákat elkergették.
A 2021/2022-es tanévben tíz felsőfokú oktatási intézmény működött a városban. Állami egyetemek: Agrártudományi és Állatorvosi Egyetem, Babeș–Bolyai Tudományegyetem, Gheorghe Dima Zeneakadémia, Iuliu Hațieganu Orvosi és Gyógyszerészeti Egyetem,  Képzőművészeti és Formatervezési Egyetem, Műszaki Egyetem. Államilag akkreditált magánegyetemek: Avram Iancu Egyetem, Bogdan Vodă Egyetem, Protestáns Teológiai Intézet, Sapientia Erdélyi Magyar Tudományegyetem.

### Középiskolák
A város elméleti középiskolái a 2021/2022-es tanévben: Apáczai Csere János Elméleti Líceum, Victor Babeș Elméleti Líceum, Nicolae Bălcescu Elméleti Líceum, George Barițiu Főgimnázium, Báthory István Elméleti Líceum, Lucian Blaga Elméleti Líceum, Brassai Sámuel Elméleti Líceum, George Coșbuc Főgimnázium, Elf Elméleti Líceum, Mihai Eminescu Elméleti Líceum, Emmánuel Baptista Líceum, Onisifor Ghibu Líceum, Horea Cloșca Și Crișan Elméleti Líceum, Avram Iancu Elméleti Líceum, János Zsigmond Unitárius Líceum. Romulus Ladea Képzőművészeti Líceum, Látássérültek Speciális Líceuma, Gheorghe Lazăr Pedagógiai Főgimnázium, Maranatha Adventista Líceum, Inocențiu Micu Görögkatolikus Teológiai Líceum, Ortodox teológiai szeminárium (Kolozsvár), Tiberiu Popoviciu Informatikai Líceum, Eugen Pora Elméleti líceum, Pro Deo Keresztény Líceum, Emil Racoviță Főgimnázium, Református Teológiai Líceum, Royal School In Transylvania, Gheorghe Șincai Főgimnázium, Sportlíceum, Octavian Stroia Balett és Színművészeti Líceum, Sigismund Toduță Zenelíceum, Transylvania College, Waldorf Líceum.

### Elemi oktatás
A 2020/21-es tanévre 363 diák iratkozott be az általános iskolák magyar osztályaiba, ami az összes első osztályos tanuló 11,6%-a.

## Sajtó

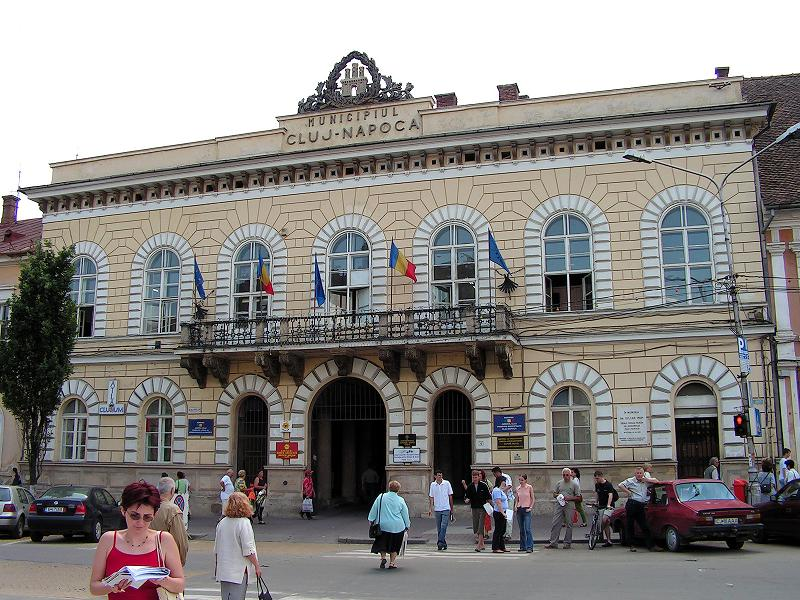
A régi városháza

A példányszám alapján a legolvasottabb napilapok a Făclia és a Ziua de Cluj. Szintén itt jelennek meg a Monitorul de Cluj és a Gazeta de Cluj napilapok. A Clujeanul hetilap, amelyet a MediaPro cég ad ki, 2008-ban havi átlagban 6 - 8000 példányban jelent meg.
Legolvasottabb magyar nyelvű napilapok a Szabadság és a Krónika.
A városban található a Helikon és a Korunk és a szem Archiválva 2018. október 16-i dátummal a Wayback Machine-ben folyóirat szerkesztősége. Szintén Kolozsvárott székel a Romániai Magyar Nyelvű Helyi és Regionális Lapkiadók Egyesülete, amely magába tömöríti a romániai magyar napilappiac mintegy 90%-át.
2004–2009 között itt volt az Erdélyi Napló című hetilap szerkesztősége.
Kolozsvár első teljes adásidőben magyar nyelven szóró rádióadója a Paprika Rádió. Az Euréka Egyesület indított és működtetett rádió 2006. november 23-án reggel hat órakor sugározta első adását. A tulajdonosok – kolozsvári magyar vállalkozók – az arculattervezéssel és a rádió beindításával Illés Márton magyarországi rádiós szakembert bízták meg.
Erdély első online történelmi portálja, az Erdélyi Krónika Kolozsváron kezdte működését. A portált kiadó Erdélyi Krónika Egyesület székhelye szintén Kolozsvár.
Egyéb média- és sajtóorgánumok, hírportálok:
- Kolozsvári Rádió
- Transindex Archiválva 2013. november 12-i dátummal a Wayback Machine-ben
- Új magyar szó online
- Fő tér
- Kolozsvár Ma
- Erdélyi Gyopár
- Filmtett – Erdélyi Filmes Portál

## Sport

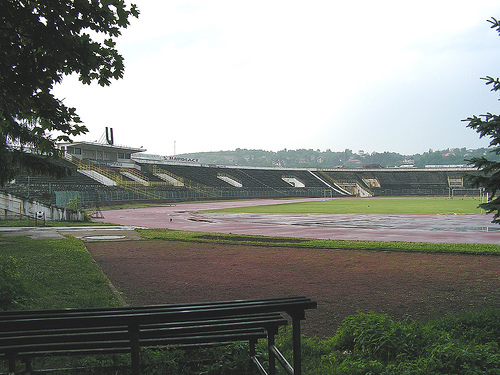
Az U Cluj régi stadionja

A legismertebb labdarúgócsapat az első osztályban játszó CFR 1907 Kolozsvár, amely 2004–2005-ben az UEFA Intertotó-kupa döntőjében játszott, sőt a 2008–2009-es évadban felkerült az UEFA-bajnokok ligája főtáblájára, és olyan nagycsapatokkal játszott, mint pl. az AS Roma. Ugyancsak nagy ismertségnek örvend az egyetemi sportklub 2017/2018-ban harmadosztályú csapata, az FC Universitatea Cluj. Az U Cluj néven emlegetett egyetemi csapat a régebbi időkben sok sikert ért el: 1932-33-ban a román bajnokság második helyén végzett, 1964-65-ben román kupagyőztes volt, ezt követően pedig eljutott az Európai Kupa nyolcaddöntőjébe.
Kolozsvári csapatok más sportágakban:
- rögbi: Universitatea Cluj-Napoca
- női kosárlabda: Universitatea Cluj-Napoca
- férfi kosárlabda: U-Mobitelco BT Cluj-Napoca
- női kézilabda: U Jolidon Cluj-Napoca
- férfi kézilabda: U Cluj-Napoca
- férfi vízilabda: Politehnica Cluj-Napoca

A város első olimpiai érmese dr. Somodi István volt, aki az 1908-as londoni olimpián magasugrásban lett második. A hajdan népszerű Kolozsvári Munkás Sport Club (KMSC) atlétikában több kiválóságot nevelt ki: többek között tagja volt Silai Ilona, az 1968-as mexikói olimpián ezüstérmet szerzett középtávfutó.

## Nevezetességek

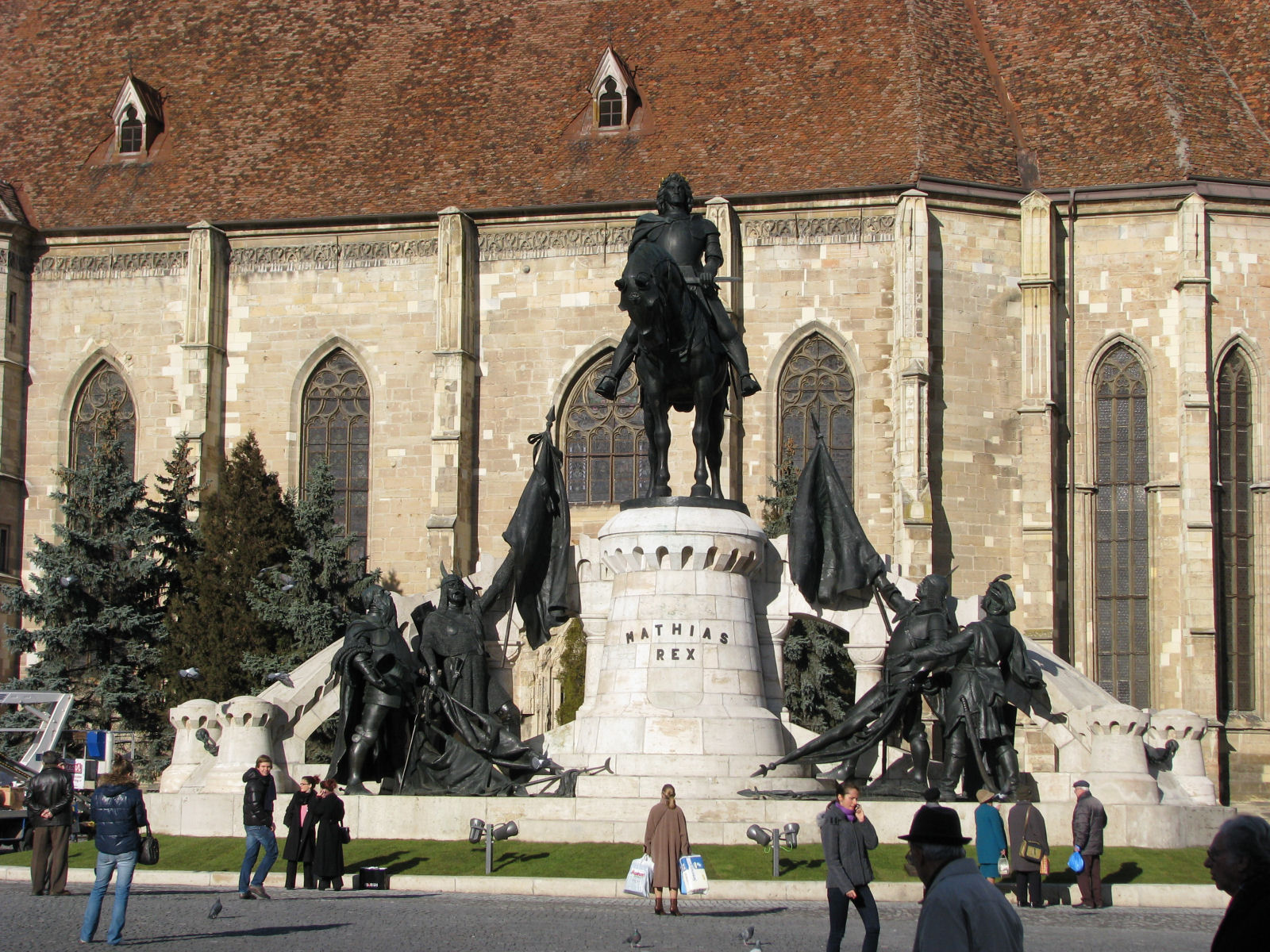
Fadrusz János szobra Mátyás királyról a város főterén

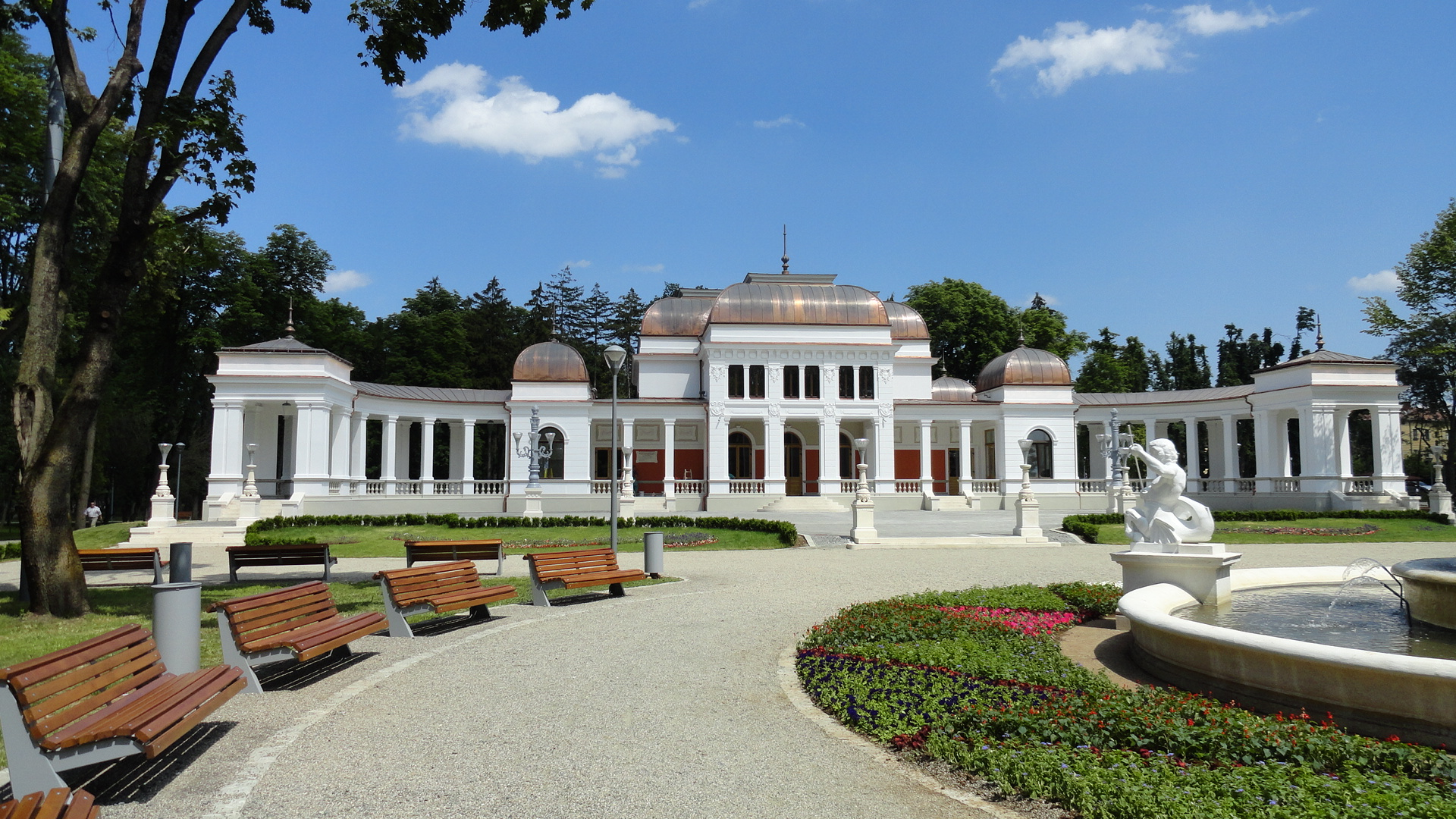
A sétatéri kaszinó

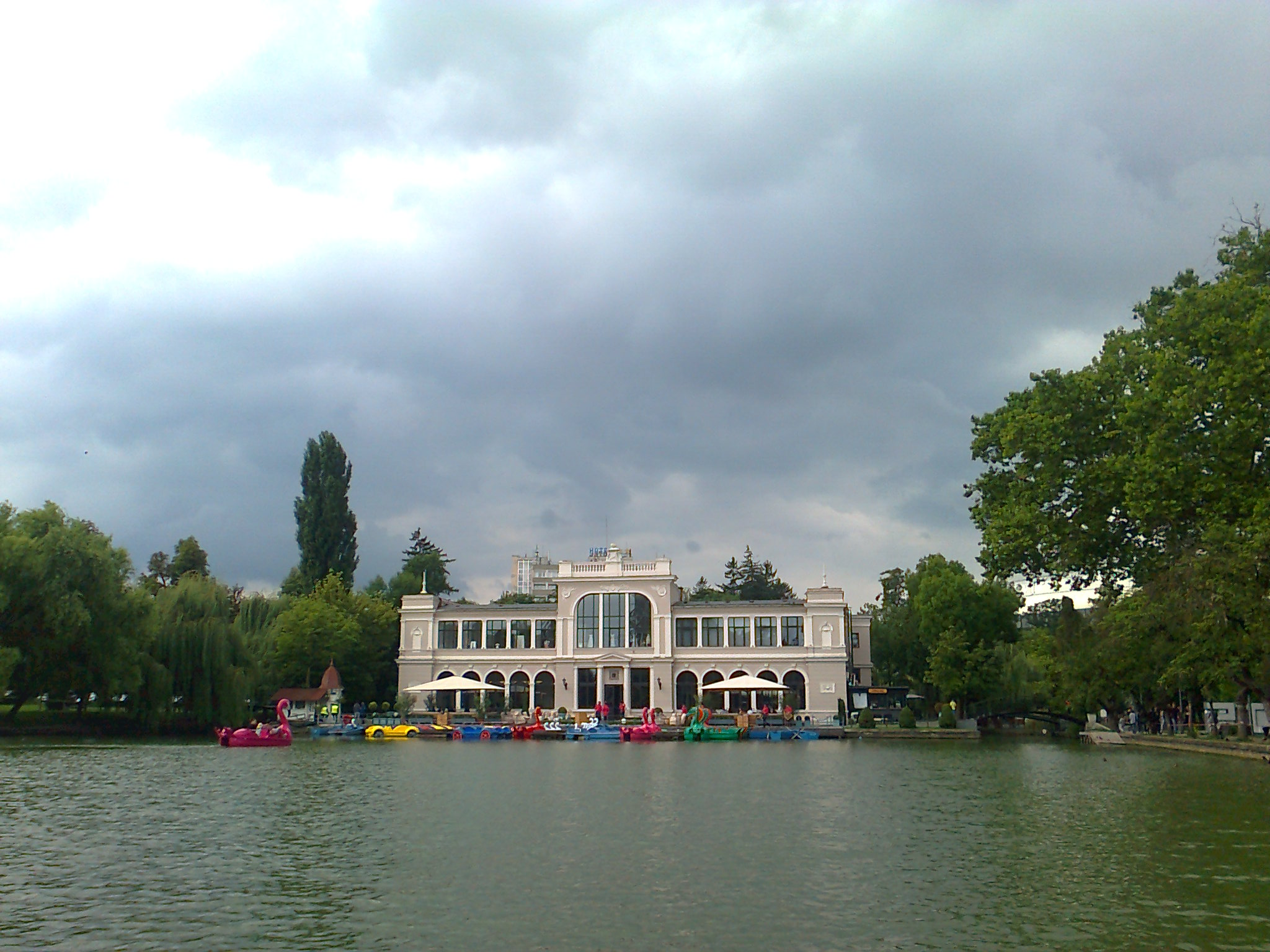
A sétatéri korcsolyapavilon és kioszk

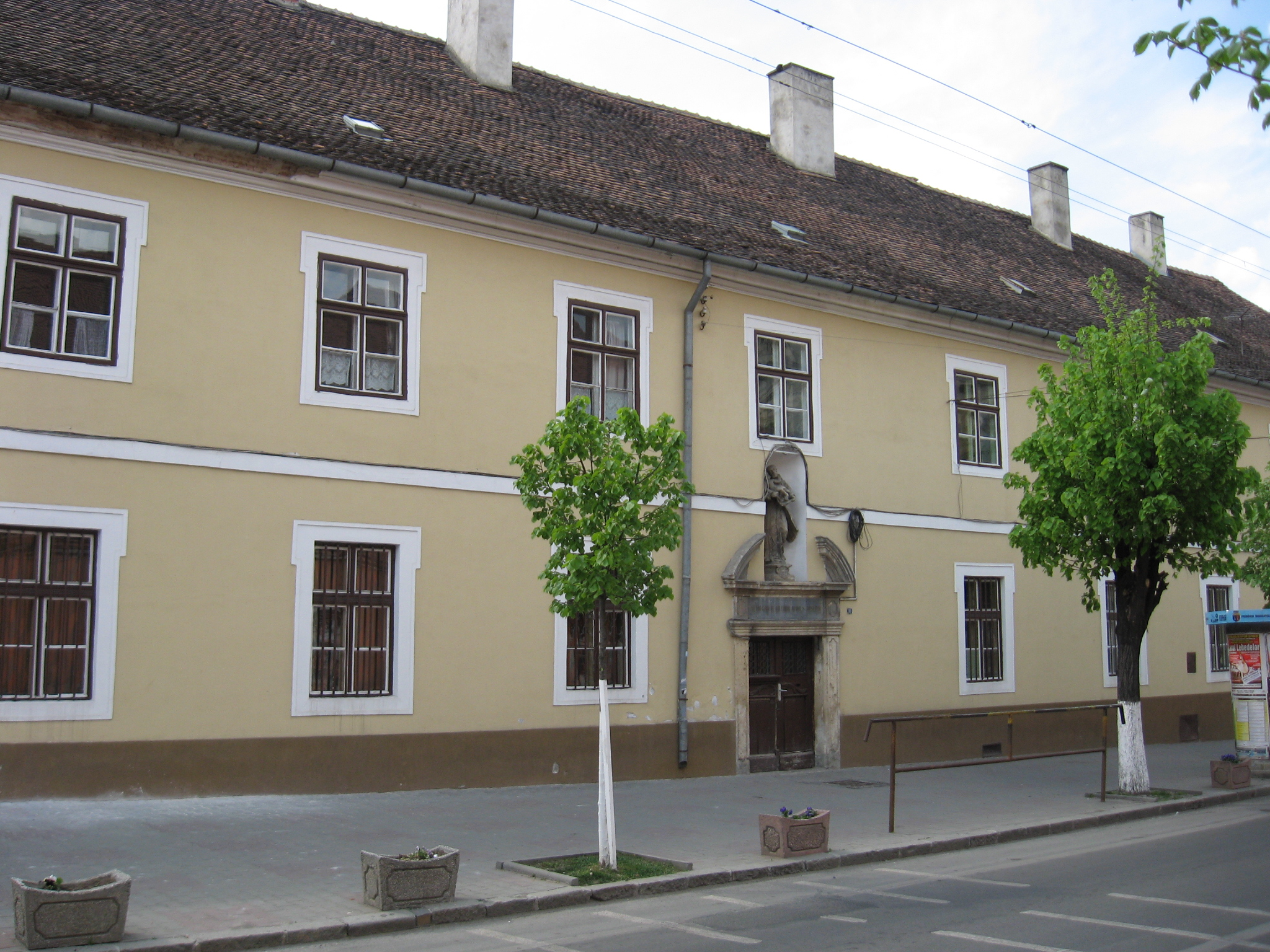
A Báthory–Apor Szeminárium

- Kolozsmonostori apátság, más néven Kálvária-templom
- A gótikus Szent Mihály-templom Erdély egyik fő kultikus helye, számos nagy történelmi esemény helyszíne.
- Mátyás király szülőháza
- Fadrusz János Mátyás király emlékműve az egyik legszebb magyar lovasszobor.
- A gótikus stílusban épült Farkas utcai református templom, előtte a Kolozsvári testvérek Szent György lovasszobrának másolata.
- Az 1774–1775 között épült Bánffy-palota az erdélyi barokk építészet egyik legjelentősebb műemléke, jelenleg Szépművészeti Múzeum.
- A Házsongárdi temetőben nyugszanak az erdélyi közélet és művészet nagyjai.
- A piarista templom őrzi a Szűzanya kegyképét.
- A középkori vár egyik bástyája, a Szabók bástyája ma is áll.
- A klasszikus stílusban épült alsóvárosi református templom, ismert nevén a „kétágú templom”
- A Fellegvárról szép kilátás nyílik az egész városra.
- A Sétatér a 19. század végén létesült park.
- A botanikus kert 14 hektárnyi területén több tízezer növény található.
- A Kós Károly által tervezett „kakasos templom” a nemzeti szecessziós stílus példája.
- A Farkas utcai református templom és református kollégium
- A Báthory–Apor Szeminárium, amely egykor eredetileg jezsuita, majd 1776-tól piarista intézet lett.

### Parkok
Kolozsvár sok parkkal rendelkezik, de mindközül a legnagyobb és legismertebb a „Sétatér” (román nevén Parcul Central „Simion Bărnuțiu”). A parkot az 1800-as években nevezték át Sétatérré, addig Rákóczi-kert néven volt ismert. Mivel a park romos állapota nem volt tartható tovább, 2011 ősze és 2012 tavasza között felújították. A felújítás során 232 új padot, 31, a vízelvezető árkokat áthidaló hidacskát, valamint 176 új szemeteskukát helyeztek el. Ezenkívül felújították a kaszinót – amely ettől kezdve kulturális rendezvények otthona –, a sétányokat, és ápolták a növényzetet.

## Híres emberek
Kolozsváron születtek:

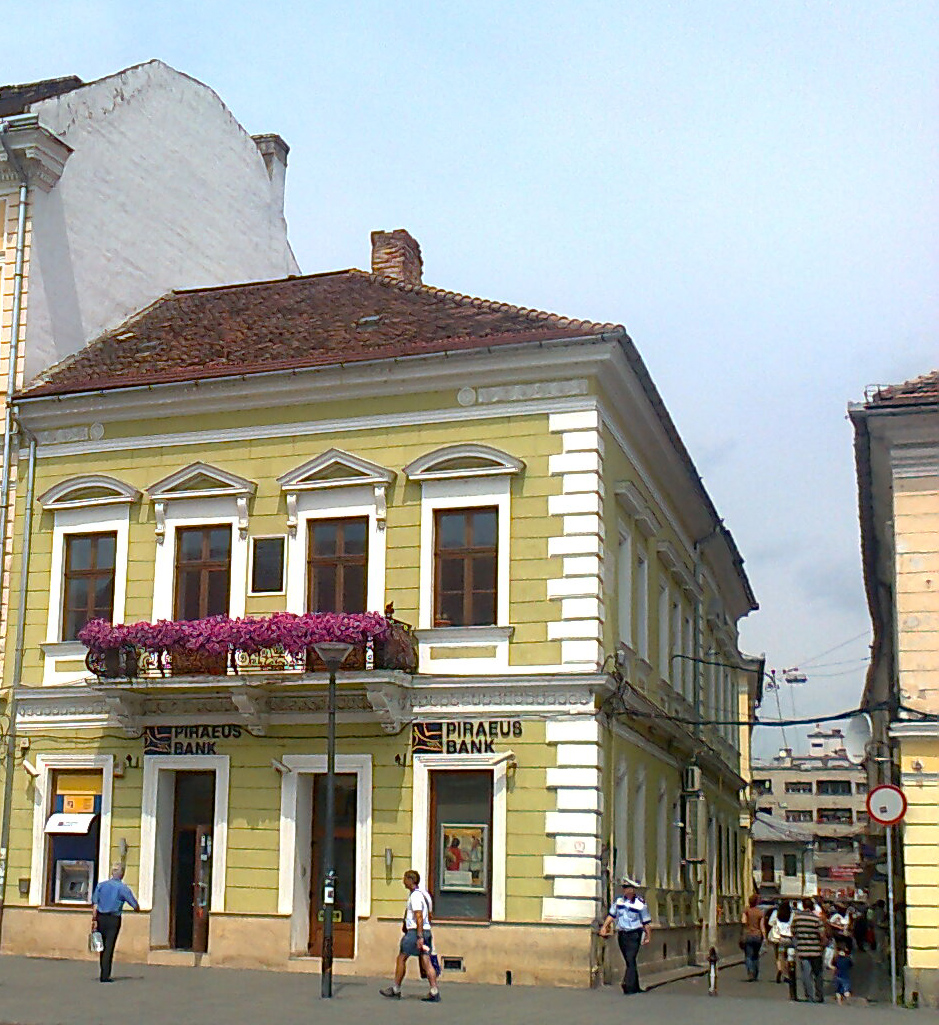
Bolyai János szülőháza

- 1443. február 23-án Mátyás magyar király
- 1510 körül Dávid Ferenc reformátor, az unitárius egyház megalapítója
- 1557. január 1-jén Bocskai István erdélyi fejedelem
- 1570-ben Szamosközy István (latinosan Zamosius) történetíró
- 1674 körül Ibrahim Müteferrika oszmán nyomdász, az első török nyomda magyar származású megalapítója
- 1802. december 15-én Bolyai János matematikus
- 1835. május 8-án Székely Bertalan festőművész
- 1873. december 29-én gr. Bánffy Miklós politikus, író, grafikus, külügyminiszter, az Erdélyi Helikon főszerkesztője
- 1886. május 17-én Emil Isac költő
- 1903. július 4-én Szervátiusz Jenő szobrászművész
- 1904. július 25-én Sólyom Jenő egyháztörténész, egyetemi tanár
- 1913-ban Széfeddin Sefket bej író, költő, újságíró, dalszövegíró, librettista, forgatókönyvíró, filmrendező, színész
- 1913. július 29-én Szőkefalvi-Nagy Béla matematikus
- 1937. május 9-én Ionel Haiduc vegyész, a Román Akadémia elnöke

## Testvérvárosai
| Város        | Ország                                 | Kapcsolat kezdete |
| ------------ | -------------------------------------- | ----------------- |
| Beér-Seva    | Izrael                                 | 1991              |
| Braga        | Portugália                             | 2018              |
| Chacao       | Venezuela                              | 1999              |
| Columbia     | Amerikai Egyesült Államok Dél-Karolina | 1991              |
| Csengcsou    | Kína                                   | 1994              |
| Dijon        | Franciaország                          | 1965              |
| East Lansing | Amerikai Egyesült Államok Michigan     | 2005              |
| Eskişehir    | Törökország                            | 2020              |
| Karagandi    | Kazahsztán                             | 2017              |
| Korça        | Albánia                                | 2001              |
| Köln         | Németország                            | 1976              |
| Makati       | Fülöp-szigetek                         | 1999              |
| Namur        | Belgium                                | 2010              |
| Nantes       | Franciaország                          | 1990              |
| Ningpo       | Kína                                   | 2014              |
| Parma        | Olaszország                            | 2005              |
| Pécs         | Magyarország                           | 1990              |
| Rockford     | Amerikai Egyesült Államok Illinois     | 2005              |
| Rotherham    | Egyesült Királyság                     | 2006              |
| São Paulo    | Brazília                               | 2000              |
| Szuvon       | Dél-Korea                              | 1999              |
| Ungheni      | Moldova                                | 2016              |
| Viterbo      | Olaszország                            | 2010              |
| Zágráb       | Horvátország                           | 1976              |

### Magyar
- Minta és felzárkózás. Kolozsvár és Marosvásárhely fejlődéstörténetének összehasonlítása Szvacsina Géza és Bernády György polgármestersége idején; szerk. Fazakas László, Ferenczi Szilárd, Fodor János, Gál Zsófia; Iskola Alapítvány–Lector, Kolozsvár–Marosvásárhely, 2021
- Fazakas László: Ipar és infrastruktúra kapcsolata a dualizmus kori Kolozsváron. Erdélyi Múzeum 2020/1. 99-110.
- Fazakas László: Miért fedi homály Kolozsvár dualizmus korszakát? Archiválva 2020. január 12-i dátummal a Wayback Machine-ben Erdélyi Krónika 2020-01.
- Fazakas László: Közművesítés a dualizmus kori Kolozsváron. In: Romsics Ignác: Közelítések. Kolozsvár, 2018. 18-35.
- Fazakas László: Kolozsvári kaszinók: egyenlőség, politikai semlegesség? Archiválva 2019. február 18-i dátummal a Wayback Machine-ben Korunk 2018/8. 27-36.
- Fazakas László: Társasági élet a két világháború közötti Nemzeti Kaszinóban. Erdélyi Múzeum 2016/1. 97-105.
- Hamza, Gábor:	Történeti áttekintés a kolozsvári egyetemről. Polgári Szemle 10 (2014) 360-363. old.
- Kolozsvár térképe
- Gömbpanorámák Kolozsvár legfontosabb turisztikai látnivalóiról
- Régi képeslapok – Régi képeslapok Kolozsvárról
- Kolozsvári műemlékek a Romániai magyar lexikonban
- Kincses Kolozsvár (MEK)
- Kolozsvári kalauz (MEK)

### Román
- A polgármesteri hivatal honlapja

### Angol
- Virtuális séta
- Kolozsvári webkamera Archiválva 2005. december 1-i dátummal a Wayback Machine-ben

### Német
- Német turisztikai oldal

### Francia
- Kolozsvári francia kulturális központ Archiválva 2006. október 20-i dátummal a Wayback Machine-ben